# La Baie
Vous lisez un « bon article » labellisé en 2009.
Pour les articles homonymes, voir La Baie (homonymie).
La Baie (prononciation française : /la bɛ/, prononciation québécoise : /la be/) est un des trois arrondissements urbains de la ville de Saguenay, au Québec (Canada). En 2020, cet arrondissement compte 18 761 habitants. Avant les réorganisations municipales québécoises de 2002, il était reconnu comme Ville de la Baie, une municipalité regroupant les secteurs Grande-Baie, Bagotville et Port-Alfred depuis 1976.
Située sur les rives de la baie des Ha! Ha!, plus particulièrement aux embouchures de la rivière Ha! Ha! et de la rivière à Mars, La Baie fut le premier pôle colonisé de la région du Saguenay–Lac-Saint-Jean lorsque la Société des Vingt et un s’y est installée en 1838. La grande profondeur navigable de la baie des Ha! Ha!, même près de ses rives, a permis de développer rapidement les installations portuaires les plus importantes de la région à la suite de l’arrivée du chemin de fer en 1910.
Les secteurs piliers du développement socio-économique de cet arrondissement sont l’exploitation forestière (depuis le XIXe siècle) et la transformation du bois en pâte à papier (depuis le XXe siècle). À ces secteurs d'activité s’ajoute la production d’aluminium depuis le début des années 1980. À la suite de la fermeture, en 2004, de l’usine Abitibi-Consolidated, l'un des principaux employeurs de l'arrondissement, les élus de Saguenay ont décidé d'investir dans le potentiel touristique de La Baie en y construisant et opérant, depuis 2008, un port d’escale pour bateaux de croisière.
C'est à La Baie qu'est situé l'aéroport et la base militaire de Bagotville, principal aéroport civil du Saguenay–Lac-Saint-Jean et l’une des deux bases militaires du Canada à héberger, en permanence, les chasseurs CF-18 de la force tactique aérienne. La base militaire est actuellement le principal employeur de l'arrondissement.

## Histoire

### Exploration de la baie des Ha! Ha!

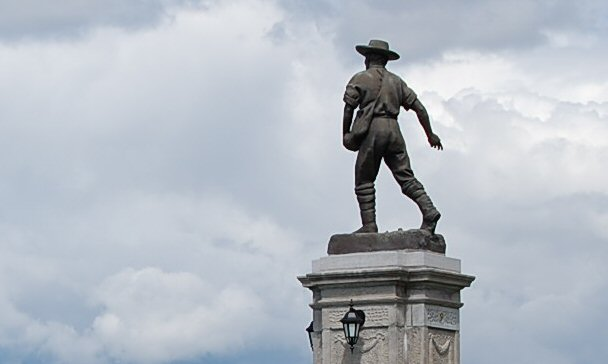
Monument des Vingt et un

Le territoire actuel de La Baie aurait été fréquenté par les tribus nomades de langue montagnaise du Saguenay. Les Chicoutimiens occupaient les rives de la rivière Saguenay bien avant l’arrivée des Européens. Cependant, contrairement à Chicoutimi qui constituait un point de rencontre important, la baie des Ha! Ha! était en retrait des portages vers le lac Saint-Jean et ne représentait pas un lieu très fréquenté par les premières nations et les premiers explorateurs de la région.
Bien que située hors de l'itinéraire de la traite des fourrures au XVIIIe siècle, la baie des Ha! Ha! est toutefois fréquentée par des bateaux commerciaux de pêche de la Compagnie de la Baie d'Hudson aux embouchures des rivières Ha! Ha! (Wissuscoué) et à Mars (Vasigamenke).
En 1828, mandaté par la couronne, l'arpenteur J.-B. Proulx explore les pourtours de la baie et en décrit le relief et le potentiel forestier. La colonisation du territoire est pourtant impossible à cette époque puisque la Compagnie de la Baie d'Hudson possède l'exclusivité de l'exploitation des ressources du Domaine-du-Roy et ce, depuis 1821. Comme ce monopole n'expire qu'en 1842, ce sont les pressions des populations de Charlevoix, plus particulièrement de La Malbaie, qui permettent une ouverture précaire à la colonisation du Saguenay. À la suite de la parution, en 1829, d'un rapport démontrant la fertilité des sols de la région, une première pétition circule à La Malbaie pour permettre à des familles de s'installer au Saguenay. Le gouvernement refuse et ordonne d'autres explorations entre 1829 et 1836 visant à trouver un lien terrestre entre la baie des Ha! Ha! et Baie-Saint-Paul. Une seconde pétition est lancée en 1835, augmentant la pression sur le gouvernement et la Compagnie de la Baie d'Hudson qui cède finalement des droits de coupes à une société malbéenne, la Société des Vingt et un.
La goélette de la société quitte La Malbaie le 25 avril 1838 et fait plusieurs escales sur les rives du Saguenay. Après avoir établi des campements temporaires aux Petites-Îles, près de Tadoussac, et à l'anse au Cheval, ils installent leur premier moulin à scier à l'anse Saint-Jean. Leur but est alors d'atteindre la baie des Ha! Ha! pour y établir une installation permanente.

### Colonisation du Canton Bagot et genèse de Grande-Baie et Bagotville

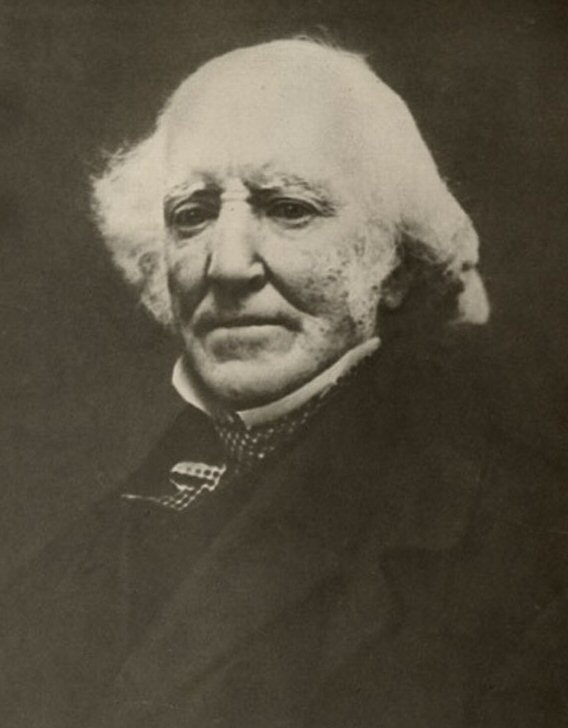
William Price, le « roi du bois »

La Société des Vingt et un accoste dans l'actuel secteur Grande-Baie le 11 juin 1838. Après une exploration de la forêt et de son potentiel, les colons construisent une première écluse sur la rivière Ha! Ha! puis, jusqu'au mois d'octobre de la même année, érigent le premier moulin à scier, jetant les bases de ce qui deviendra le secteur Grande-Baie. Les premières familles arrivent durant l'automne et l'exploitation du pin gris et du pin blanc débute dès 1839. Conséquemment, le potentiel hydraulique des deux principaux cours d'eau, Ha! Ha! et Rivière-à-Mars, ainsi que ceux des différents affluents de la baie, est exploité pour le fonctionnement de plusieurs moulins. En tout, une dizaine de scieries sont gérées par la société. De son côté, Mars Simard, de Baie-Saint-Paul, établit un moulin à la Rivière-à-Mars et crée un second foyer de peuplement dans la baie : Bagotville. Les colons de Baie-Saint-Paul viennent s'y installer tandis que ceux de La Malbaie préfèrent Grande-Baie qui compte 110 habitants en 1839.
Dès 1841, la Société des Vingt et un connaît des difficultés financières causées par la perte de deux années de coupe à la suite de ruptures d'estacades en 1840 et 1841. Leur principal acheteur, William Price, un marchand de bois anglais, acquiert toutes les parts de la compagnie en 1842 et se porte acquéreur du moulin de Mars Simard en 1843. À cette époque, Price devient propriétaire de toutes les scieries du Bas-Saguenay.
La fin du bail d'exclusivité de la Compagnie de la Baie d'Hudson entraîne la colonisation légale du Saguenay. Le territoire se structure et l'on procède à l'arpentage du tout nouveau canton Bagot (en l'honneur de sir Charles Bagot) et au découpage du chef-lieu du nouveau comté et c'est l'arpenteur Jean-Baptiste Duberger qui est chargé de cette tâche. Il a également à tracer un chemin (qui deviendra le boulevard Saint-Jean-Baptiste et le boulevard Grande-Baie Nord) jusqu'à Chicoutimi durant l'été de 1842.

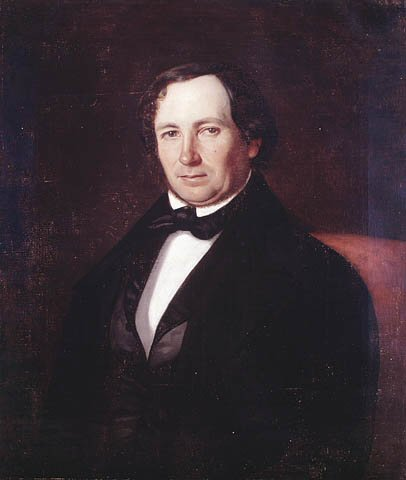
John Kane, premier maire du canton Bagot

D'un point de vue structurel, le canton de Bagot est unique puisqu'il est doté de deux pôles de peuplement : Bagot Village (Grande-Baie) et Bagot Town (Bagotville). John Kane, un agent des terres envoyé par le gouvernement pour percevoir les droits relatifs aux terres de la couronne devient le premier maire du canton en 1850. Le gouvernement du Canada-Uni forme le nouveau comté de Tadoussac et Chicoutimi en 1844.
La première école de la région est construite entre les rivières Ha! Ha! et Rivière-à-Mars pour desservir les deux foyers de peuplement de la baie. Le clergé ouvre les registres en 1842 à Grande-Baie et en 1845 à Bagotville. Les Oblats sont chargés de donner la mission au Saguenay ; ils arrivent à Grande-Baie le 15 octobre 1844. L'année 1846 est marquée par un incendie qui détruit la majeure partie du canton. Les érections canoniques des deux paroisses de Saint-Alexis-de-Grande-Baie et Saint-Alphonse-de-Bagotville ont respectivement lieu en 1857 et 1861. En 1851, on compte 2 438 habitants autour de la baie des Ha! Ha! qui vivent principalement de l'exploitation forestière et de l'agriculture.
Entre-temps, Grande-Baie se dote d'un bureau de poste en 1855 et est proclamée municipalité en 1860. Le village de Bagotville est incorporé en 1876, Grande-Baie obtient ce statut en 1908. L'agriculture se développe réellement au cours des années 1850. Principalement axée sur la production céréalière, la cueillette du bleuet sera également une activité importante jusqu'à l'arrivée du train à Chambord au lac Saint-Jean en 1888.
Cette époque est aussi marquée par un ralentissement économique et une demande de moins en moins forte pour le bois d'œuvre saguenéen. En 1856, on compte pas moins de 26 petites scieries autour de la baie, en plus des deux principales sur la rivière Ha! Ha! et sur la Rivière-à-Mars. Le ralentissement des années 1870, provoque la fermeture ou la conversion de la production du pin à l'épinette pour de nombreux établissements. Malgré toutes ces difficultés dans l'exploitation forestière, l'industrie laitière se porte bien et le nombre de fromageries autour de la baie augmente jusqu'à en compter six en 1894.
Sur le plan des communications, c'est en 1870 qu'on assiste à l'ouverture du chemin Saint-Urbain, qui relie Grande-Baie à Baie-Saint-Paul. En 1880, une ligne télégraphique est installée entre les deux villes. La première jetée sur la baie des Ha! Ha! est construite à Bagotville en 1859. Le premier quai, trois ans plus tard dans le même secteur, sera acheté par le gouvernement canadien en 1876. Principalement desservies par la Canada Steamship Lines, les installations de Bagotville possèdent également un chantier de construction navale dès 1853.

### Industrialisation: Port-Alfred et le développement accéléré de la fin duXIXesiècleà 1976

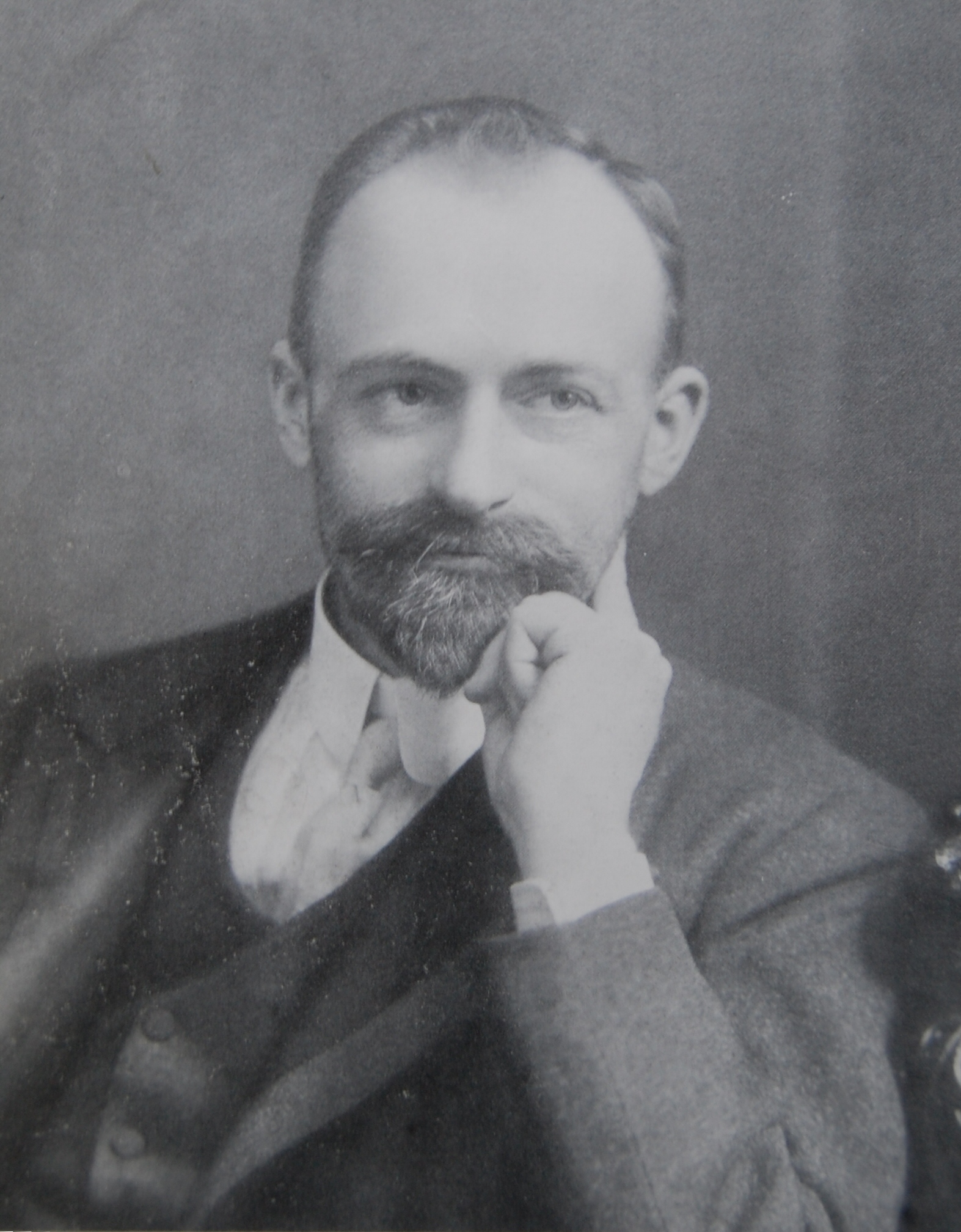
L'homme d'affaires et politicien, Julien-Édouard-Alfred Dubuc.

Arrivé à Chicoutimi en 1893, le train marque le début d'une nouvelle phase d'expansion économique pour le Saguenay. La Compagnie de Pulpe de Chicoutimi, fondée en 1898 par le journaliste Joseph-Dominique Guay et le banquier Julien-Édouard-Alfred Dubuc, devient rapidement trop importante pour les installations portuaires de Chicoutimi. Les dirigeants de la compagnie se tournent vers la baie des Ha! Ha! pour y construire un port d'expédition pour la pulpe. C'est pour assurer l'acheminement de la matière jusqu'au quai de Bagotville qu'est créé le chemin de fer de la baie des Ha! Ha!. Les travaux débutent en 1909 et le chemin de fer accueille le premier convoi le 13 décembre 1910.
Certaines scieries connaissent des difficultés avant l'arrivée de la grande industrie dans la baie. Les scieries Price, les plus importantes, des rivières Ha! Ha! et à-Mars ferment leurs portes en 1904 et 1912 respectivement. D'autres secteurs de l'industrie forestière sont toutefois en plein essor. De 1902 à 1913, une usine d'écorçage du bois de pulpe est en activité à l'Anse-à-Benjamin par la compagnie Battle Island.
Plusieurs infrastructures municipales font leur apparition au cours des années 1910. Le premier réseau d'aqueduc de Bagotville est terminé au cours de l'année 1913. Ces travaux sont suivis par la première utilisation de macadam pour recouvrir la chaussée de quelques-unes des rues autour de l'église Saint-Alphonse de Bagotville. En 1915, le conseil municipal adopte un règlement favorisant l'implantation de l'éclairage électrique. La même année, la route 381 est ouverte aux automobiles.

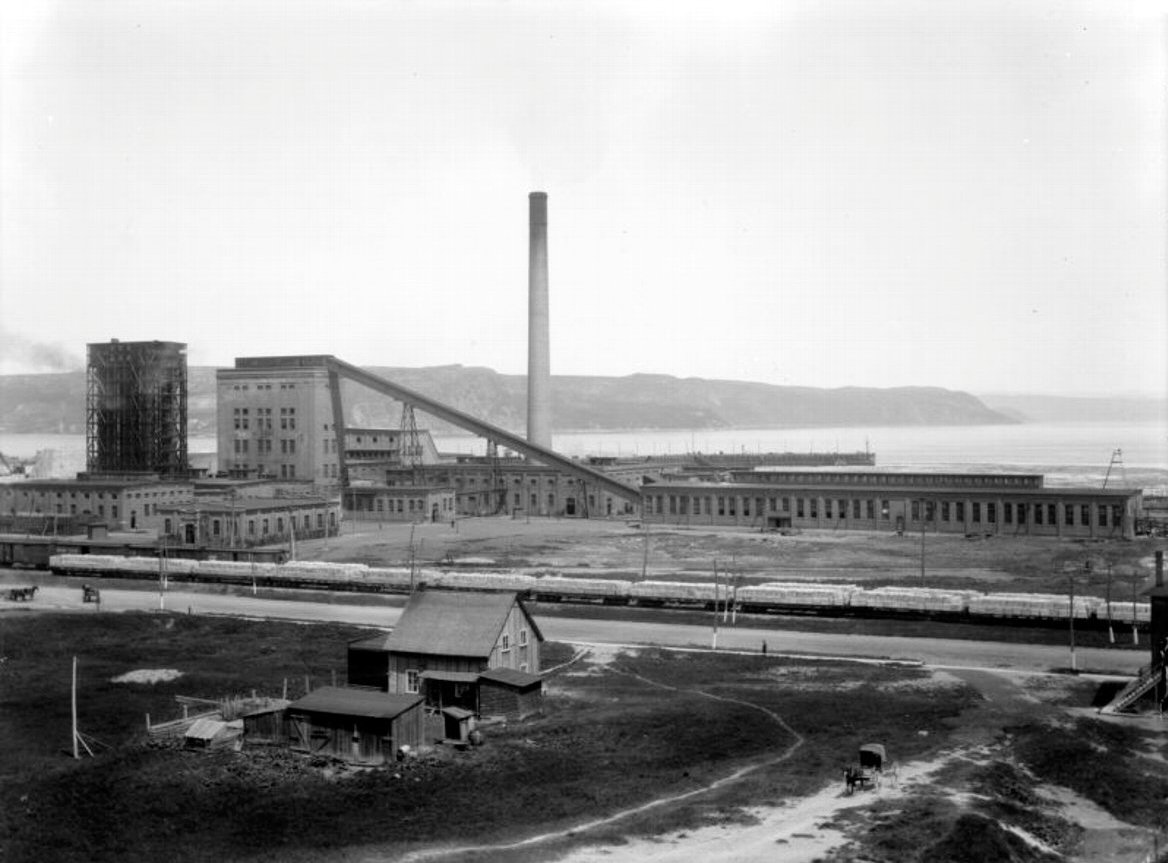
La Ha! Ha! Bay Sulphite de la Compagnie de Pulpe de Chicoutimi, Port-Alfred, 1918

La construction d'une usine de pâte chimique dans la baie des Ha! Ha!, un projet de la Compagnie de Pulpe de Chicoutimi, prend forme au cours de l'année 1914. Les plans de la future usine sont dessinés et le directeur-gérant de la compagnie, J.-É.-A. Dubuc, se rend en Europe pour trouver des investisseurs. C'est en Angleterre qu'il les trouve, mais la situation précaire qu'a engendrée la Première Guerre mondiale repousse le financement à 1916. La Ha! Ha! Bay Sulphite Company Limited est fondée cette année-là dans le but de mettre sur pied une usine de pâte chimique dans la baie des Ha! Ha!. Deux centrales hydroélectriques sont construites, au cours de cette année sur la rivière Ha! Ha! pour répondre à la demande de l'usine. En 1917, deux terrains totalisant un peu plus de cinq kilomètres carrés sont achetés par la compagnie au village de Grande-Baie. L'usine de Port-Alfred, débutée le 12 juin 1916, est terminée le 30 août 1917. Le 4 décembre de la même année, on érige la paroisse de Saint-Édouard de Port-Alfred juste avant d'émettre la demande de séparation des terrains de l'usine du village de Grande-Baie le 29 décembre.
La production débute à l'usine le 18 avril 1918. Quatre jours plus tard, le village de Port-Alfred est fondé. En 1918, le village de Bagotville se dote d'un corps de police. L'industrialisation, l'urbanisation et la construction d'une cinquantaine de maisons dans Port-Alfred font passer le jeune village au statut de première ville de la baie des Ha! Ha! le 5 septembre 1919. Bagotville obtient ce statut le 7 janvier 1920.
Depuis le début des années 1910, la population dans la baie a doublé pour s’établir à 6 600 habitants en 1921. À la même époque, le contexte économique de l’industrie des pâtes et papier connaît une crise de surproduction qui entraîne rapidement la Compagnie de Pulpe de Chicoutimi vers la faillite et la liquidation de la Ha! Ha! Bay Sulfite Company le 30 juin 1922. Elle est remplacée par la Bay Sulfites Company Ltd qui est contrainte, elle aussi, à la liquidation au cours de l’année 1923.

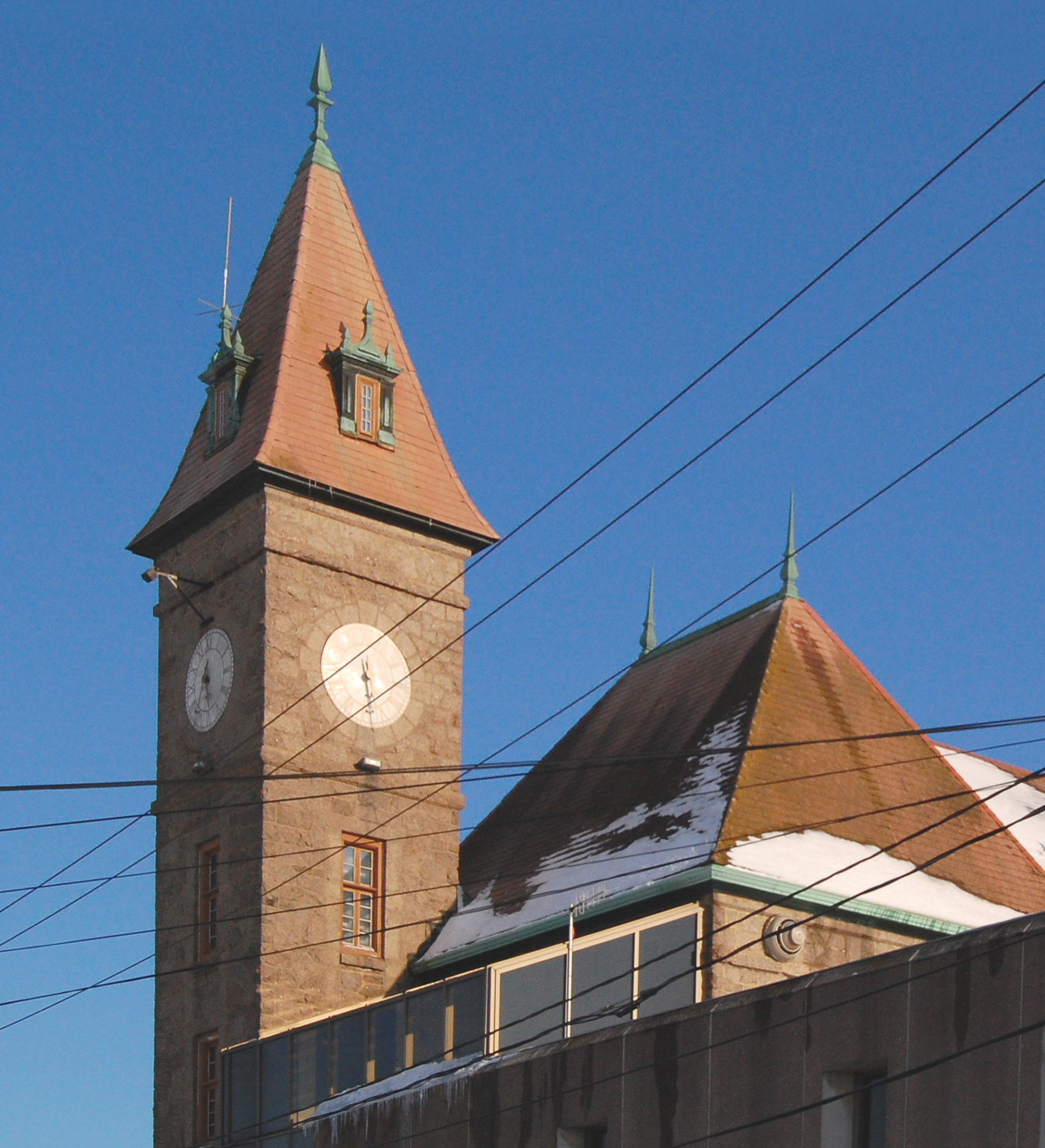
Ancien Hôtel de Ville de Port-Alfred, construit durant la Grande Dépression

Le 26 juillet 1924, la Port-Alfred Pulp and paper Corporation acquiert l’usine et entreprend de la convertir de la production de pâte de bois à celle de papier en 1925. Pratiquement à la même époque, les installations portuaires et ferroviaires de Port-Alfred sont achetées par l’Alcan, en 1926, à la suite de la liquidation de Compagnie de Pulpe de Chicoutimi. Les quais sont convertis pour recevoir la bauxite nécessaire à la nouvelle aluminerie d’Arvida.
Le développement de la communauté bairiveraine continue malgré les difficultés économiques de l’industrie papetière canadienne au cours de l’année 1928. La Canada Power and Paper Corporation devient propriétaire de l’usine de Port-Alfred qui suspend ses activités le 31 octobre 1930. L’augmentation de la population crée des besoins pour de nouvelles institutions scolaires comme l’Académie des garçons de Bagotville et le Collège Saint-Édouard de Port-Alfred qui ouvrent leurs portes en 1927. La papetière de Port-Alfred reprend la production, le 8 juin 1932, après la création de la Consolidated Paper Corporation, la nouvelle propriétaire, depuis le 28 août 1930. Les activités de l’usine sont suspendues une dernière fois de 1933 à 1934 avant de connaître 70 ans de stabilité. Toujours dans le domaine de l’industrie forestière, les Scieries Saguenay ouvrent leur usine de Bagotville en 1935.
C'est alors que la Grande Dépression entraîne des mesures favorisant la mise en chantier d’édifices publics comme les hôtels de ville de Port-Alfred et Bagotville. Durant cette période d'incertitude économique, plusieurs Bairiverains se tournent vers l’agriculture. Les caisses populaires font leur apparition à Grande-Baie en 1927, Port-Alfred en 1933 et Bagotville en 1936. En plus de la circulation maritime résultante des installations portuaires de l’Alcan à Port-Alfred, le quai de Bagotville devient, de 1930 à 1938, le terminus maritime pour la région du Saguenay de la Canada Steamship line.
Avec la Seconde Guerre mondiale, le gouvernement canadien, en accord avec les Alliés, organise l’entraînement des pilotes et fonde plusieurs bases, dont celle de Bagotville en juin 1942. La base, en plus de la formation des nouveaux pilotes, est chargée de protéger l’aluminerie d’Arvida et les barrages de la région jusqu’en octobre 1944. Elle est dissoute en janvier 1945. L’aéroport civil de Bagotville est desservi à partir de 1945 par la Canadian Pacific Airline.

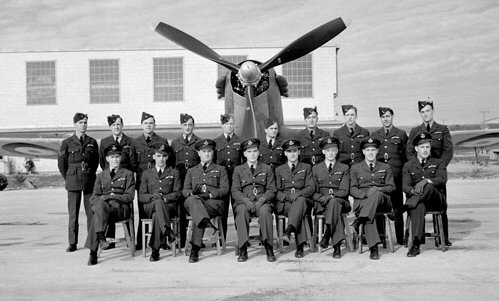
Escadron de la RCAF, Bagotville, 1942

De nouveaux services, comme les transports en commun, assurent dès 1946 des trajets entre les municipalités de la baie des Ha! Ha! à partir du terminus de Bagotville. Le journal La Voix de la Baie est publié dès 1948. L’expansion et le développement inégal des trois pôles urbains et des deux secteurs ruraux de la baie entraînent les premières fusions municipales en 1953. Le village de Grande-Baie est absorbé par Port-Alfred. À Bagotville, on érige la nouvelle paroisse Saint-Marc-de-Bagotville la même année. Une décennie plus tard, en 1967, on assiste à l’érection de la paroisse Notre-Dame-de-La-Baie à Port-Alfred. L’Hôpital de la baie des Ha! Ha! ouvre ses portes en 1970.
La Guerre froide entraîne la réouverture de la base militaire de Bagotville en juillet 1951. Quatre escadrilles de chasse y sont stationnées, la 413 et la 414 jusqu’en 1953, la 440 jusqu’en 1957 et la 432 jusqu’en 1961. Elles ont pour mission d’intercepter toute intrusion dans tout le nord-est du Canada (56). En 1962, le 425e escadron s’installe à Bagotville équipé de chasseurs CF-101 Voodoo. Il est chargé de la protection du 22e NORAD. En 1958, Air Canada et Québec Air commencent à desservir l’aéroport de Bagotville.
La fusion des municipalités de la baie des Ha! Ha! devient de plus en plus pressante et constitue l’enjeu politique intermunicipal des années 1960. Les maires de Bagotville et Port-Alfred, Hervé Tremblay et Laurier Simard, s’opposent sur la question. C’est finalement le gouvernement du Québec qui force la fusion en 1974 avec la Loi concernant certaines municipalités de l’Outaouais et du Haut-Saguenay. Les lettres patentes sont émises le 10 décembre 1975 pour la fusion du 1er janvier 1976.

### Ville de la Baie (1976-2001)

Logo de l'ancienne Ville de La Baie

Ville de La Baie voit le jour le 1er janvier 1976. Elle est le produit de la fusion des villes de Bagotville et Port-Alfred, du village de Grande-Baie et des municipalités de paroisse de Saint-Alexis et de Saint-Alphonse. Puisque la première élection municipale est prévue pour novembre 1977, un conseil municipal temporaire est établi ; les maires de chaque municipalité fusionnée siègent sur un comité administratif et la mairie est occupée successivement par les maires de Bagotville et Port-Alfred. À l'élection de 1977, c'est Laurier Simard, ancien maire de la ville de Port-Alfred, qui devient le premier magistrat de Ville de La Baie.
La construction de l'aluminerie de Grande-Baie est entreprise en 1977 et s'échelonne jusqu'en 1982. La compagnie Alcan débourse près d'un milliard de dollars pour cette nouvelle usine qui entre officiellement en opération le 15 septembre 1981. En 1983, le parc national du Saguenay est créé pour rendre le fjord du Saguenay accessible aux touristes. La même année débutent les travaux de délocalisation du Port de Chicoutimi à Grande-Anse, sur la rivière Saguenay, en retrait de la baie des Ha! Ha!. Le Terminus maritime de Grande-Anse est inauguré officiellement en octobre 1986. La base militaire de Bagotville mets en opération ses premiers CF-18 en décembre 1984. Ils viennent remplacer les CF-101 Voodoo utilisés depuis les années 1960.
En 1988, alors que La Baie fête le 150e anniversaire de l'établissement des premiers colons à Grande-Baie, le Théâtre du Palais municipal accueille la première saison spectacle historique théâtral à grand déploiement La Fabuleuse Histoire d'un royaume. C'est également le 25 novembre de cette même année que le Québec, et plus particulièrement la région du Saguenay, est frappé par un séisme de 6,25 sur l'échelle de Richter.

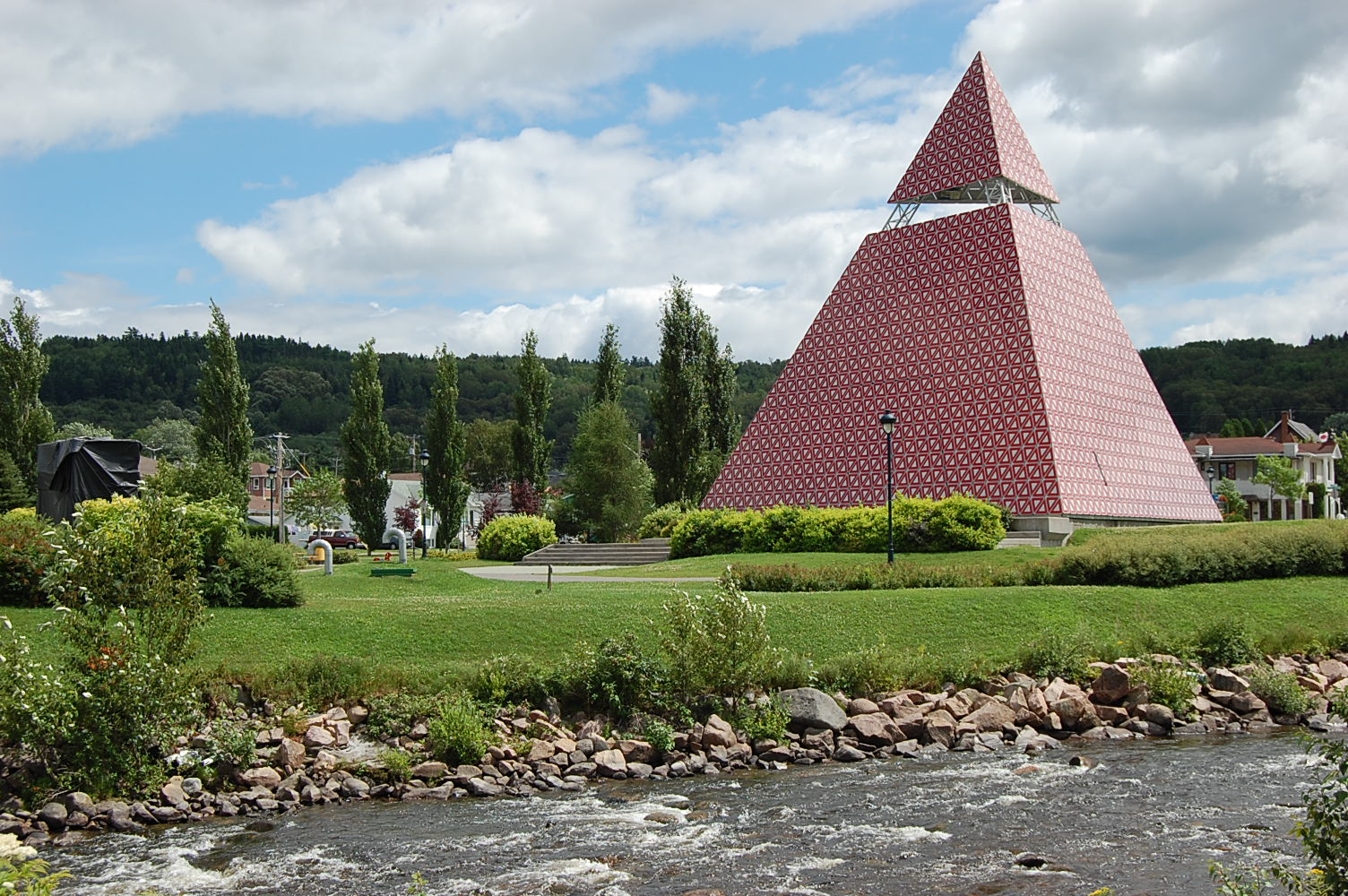
La Pyramide des Ha! Ha!, monument commémorant le déluge du Saguenay de 1996

#### Déluge du Saguenay
Du 18 au 21 juillet 1996, une dépression majeure apporte 260 mm de pluie en 50 heures sur la Réserve faunique des Laurentides et la région du Saguenay-Lac-Saint-Jean. Les sols déjà saturés par un mois particulièrement pluvieux ne peuvent plus absorber le trop-plein d'eau des bassins hydrographique de la rivière Saguenay. Les bassins des rivières tributaires de la baie des Ha! Ha!, comme tous ceux des émissaires du Saguenay, voient leurs débits fortement augmentés par l'immense apport d'eau apporté par ces précipitations importantes. Dès la nuit du 18 au 19 juillet, les premiers signes de la catastrophe commencent à faire leur apparition ; des décrochements de falaises éventrent une maison unifamiliale à Grande-Baie et les égouts du secteur aux abords de la rivière Ha! Ha! commencent à refouler. Les débits des rivières Ha! Ha! et à-Mars deviennent rapidement dangereux et coupent les ponts qui enjambent ces deux cours d’eau. La situation est à son pire alors que le barrage du lac Ha! Ha! cède et lessive le centre du secteur Grande-Baie.
La Baie, et plus particulièrement le secteur Grande-Baie, est la municipalité la plus touchée par le Déluge du Saguenay. En tout, 50 millions de dollars ont été nécessaires pour rétablir les infrastructures publiques et 30 millions pour stabiliser les berges des rivières Ha! Ha! et à-Mars. Le système ferroviaire est fortement endommagé paralysant l'économie de la ville, interrompant l'approvisionnement en eau potable et coupant les voies d'accès à l'est de la Rivière-à-Mars ; isolant totalement les secteurs Port-Alfred et Grande-Baie puisque les voies d'accès au Bas-Saguenay sont également sectionnées.
La reconstruction du secteur Grande-Baie et la conversion d'une part de la superficie lessivée par les eaux en parc commémoratif connu sous le nom de parc des Ha! Ha! débutent dès 1997. La Pyramide des Ha! Ha! est érigée en 1998 et inaugurée officiellement en 2000.
Sur le plan économique, la compagnie Uniboard s'installe à La Baie en 1997 en y établissant l'usine Panneaux MDF La Baie inc. qui opère dans la fabrication de panneaux MDF à partir de résidus de bois. Dès 2001, il commence à être question d'une interruption de production à l'usine Abitibi-Consolidated de Port-Alfred ; à l'époque 89 postes sont suspendus.
À l'approche de 2002, l'administration de Ville de La Baie s'oppose au projet de fusions municipales imposées par le gouvernement du Québec suivant à la parution le 25 avril 2000, du Livre blanc intitulé La Réorganisation municipale : changer les façons de faire pour mieux servir les citoyens par le ministère des Affaires municipales et de la Métropole. En ne siégeant pas aux comités de transition vers la ville de Saguenay avec Laterrière, certains élus de La Baie protestent contre la fusion municipale imminente des villes du Saguenay. Malgré cela, les fusions sont adoptées et les élections municipales de la nouvelle ville de Saguenay du 25 novembre 2001 permettent d'élire les représentants de l'arrondissement.

### Ville de Saguenay et l'histoire récente de l'arrondissement de La Baie

Logo de la Ville de Saguenay

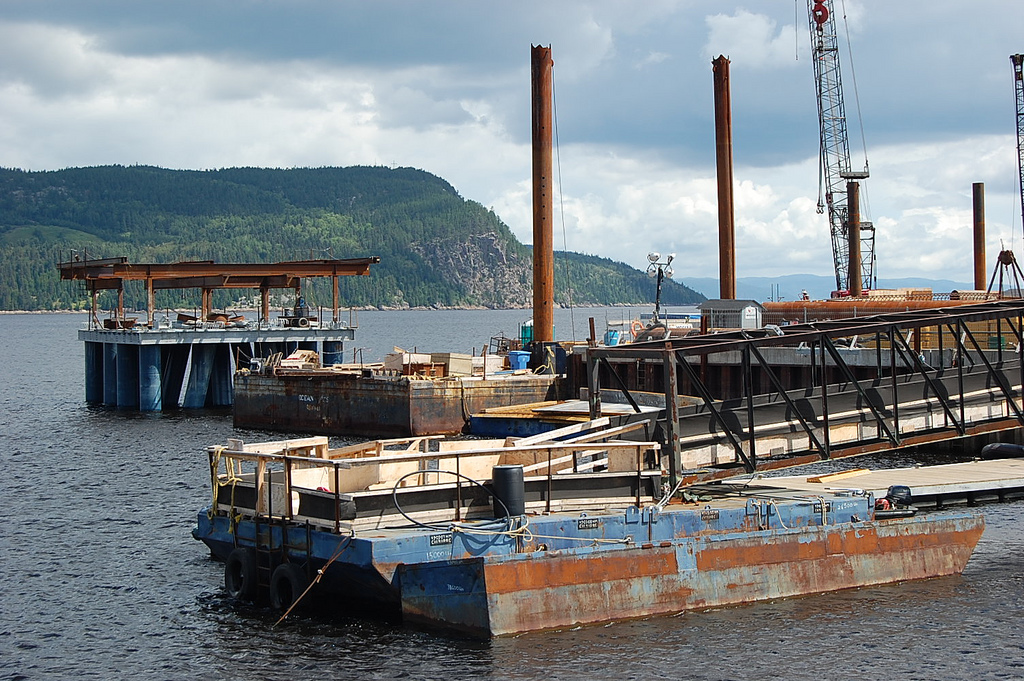
Port d'escale du quai A.-Lepage en construction

La Baie est intégrée à la Ville de Saguenay le 1er janvier 2002.

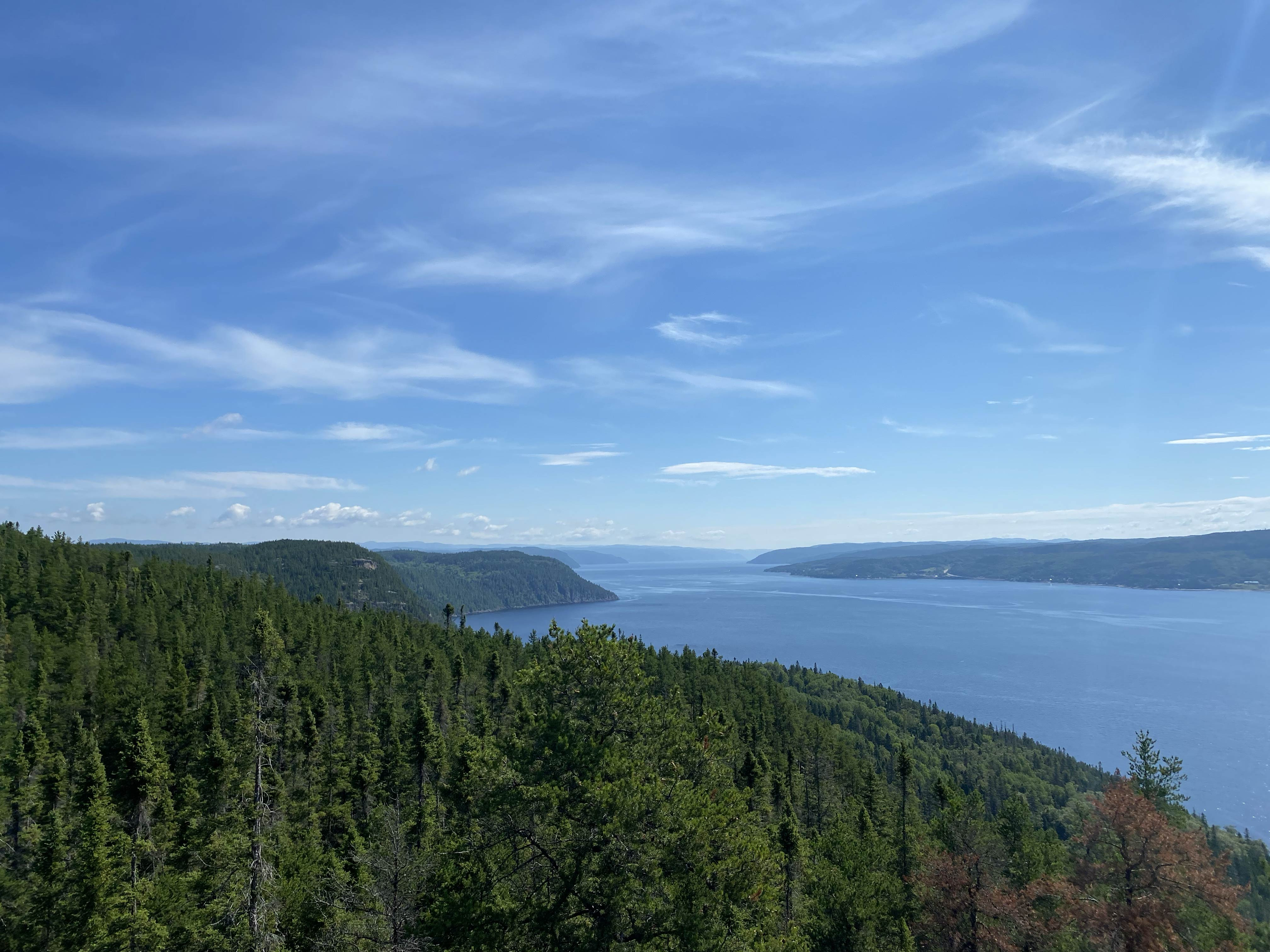
Sentier Eucher, La Baie

Malgré tout ce qui a été proposé et a été mis en œuvre pour sa relance, l'usine Abitibi-Consolidated de Port-Alfred met temporairement fin à ses activités le 10 décembre 2003 dans le cadre d'une restructuration majeure. Elle annonce officiellement sa fermeture définitive le 26 janvier 2004 ; 640 emplois sont perdus. Fort de son expérience avec la relance difficile et coûteuse de l'usine Gaspésia, le gouvernement du Québec se retire du dossier de Port-Alfred en 2005. L'usine est démolie au cours de l'année 2006.
Deux ans après les fusions, le gouvernement du Québec donne la chance, dès le 16 mai 2004, aux municipalités fusionnées de tenir des consultations publiques en vue de permettre les défusions de certaines d'entre elles dans un référendum le 20 juin 2004. Même si l'arrondissement de La Baie représente à cette époque le plus fort noyau anti-fusionniste de Saguenay, cette opposition est insuffisante ; à la fermeture des registres le 21 mai 2004, il manque 50 signatures sur les 1 502 signatures requises pour la tenue d'un référendum.
Depuis sa création en 2002, la Ville de Saguenay et l'organisme Promotion Saguenay, en entente avec le gouvernement du Québec, comptent sur la mise en valeur touristique de l'arrondissement de La Baie par le développement d'installations portuaires pour accueillir les bateaux de croisière. Bien que la possibilité d'aménagement du quai Powell de Port-Alfred, du port de Grande-Anse et l'utilisation de navettes soient envisagés, c'est le quai Algélias-Lepage du secteur Bagotville qui est choisi pour accueillir les installations afin de favoriser la durée de débarquement et la sécurité des passagers des bateaux. L'opposition au projet s'étant montrée trop faible en 2006, les travaux débutent en août 2007 à la suite des audiences du BAPE. Le quai est prêt à recevoir les premiers bateaux en septembre 2008.

## Géographie

### Territoire

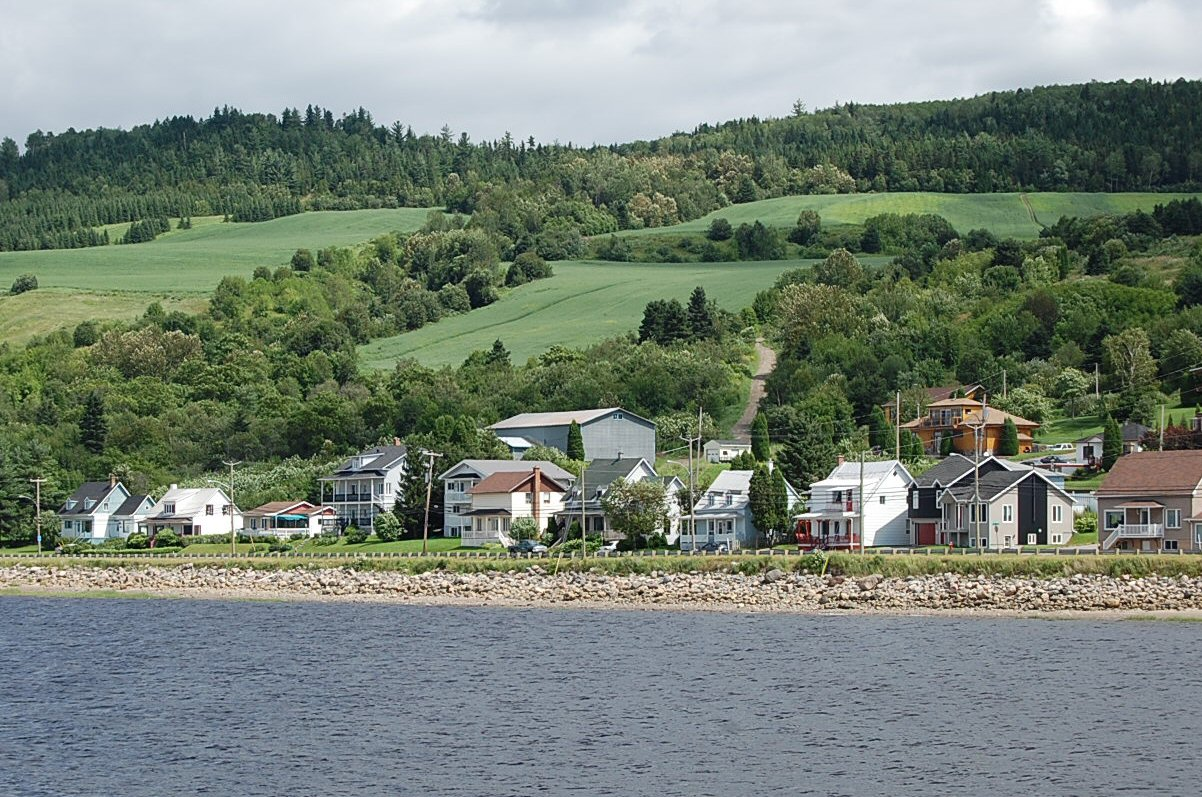
Rive sud-est de la baie des Ha! Ha! (Grande-Baie)

Situé dans la partie est de la ville de Saguenay, La Baie est à la limite du Haut et du Bas-Saguenay. Entourant la baie des Ha! Ha!, l'arrondissement est délimité par la rivière Saguenay au nord, Saint-Félix-d'Otis à l'est, Ferland-et-Boilleau au sud-est, La Zec Mars-Moulin au sud, le secteur Laterrière au sud-ouest et l'arrondissement de Chicoutimi à l'ouest.
La Baie couvre 262 km2, soit 23 % de la superficie totale de la ville de Saguenay. La zone urbanisée est située aux embouchures de la rivière Ha! Ha! et de la Rivière-à-Mars, et n'occupe qu'une mince partie de ce territoire qui entoure la baie et s’étend sur les plateaux environnants.
Conservant le relief abrupt du fjord du Saguenay, les altitudes s’élèvent rapidement à partir des rives de la baie. Cette augmentation est particulièrement marquée sur la rive nord-ouest. Située sur le cap des Écorceurs, à 200 mètres de la rive, la Croix du centenaire domine la baie à une altitude de 170 mètres. Sur la rive opposée, à un kilomètre de celle-ci, se trouve le mont Bélu, d'une altitude de 200 mètres. La périphérie du noyau urbain s’élève en une terrasse vers Chicoutimi et Laterrière et suivant la rivière Ha! Ha! et la Rivière-à-Mars jusqu’aux Laurentides. Ces plateaux à l’est et au sud-est de l’arrondissement sont assez plats pour permettre l’agriculture et l’installation de grandes infrastructures telles que l’aéroport de Bagotville et l’aluminerie Grande-Baie.
Les sols de l’arrondissement s’apparentent à ceux du reste du Saguenay quant à leur composition argileuse résultant de dépôts fluvio-glaciaires dans les ravins qui s’ouvrent sur la baie. L’arrondissement de La Baie présente 71 cicatrices d'anciens glissements de terrain dans son noyau urbain.

### Climat

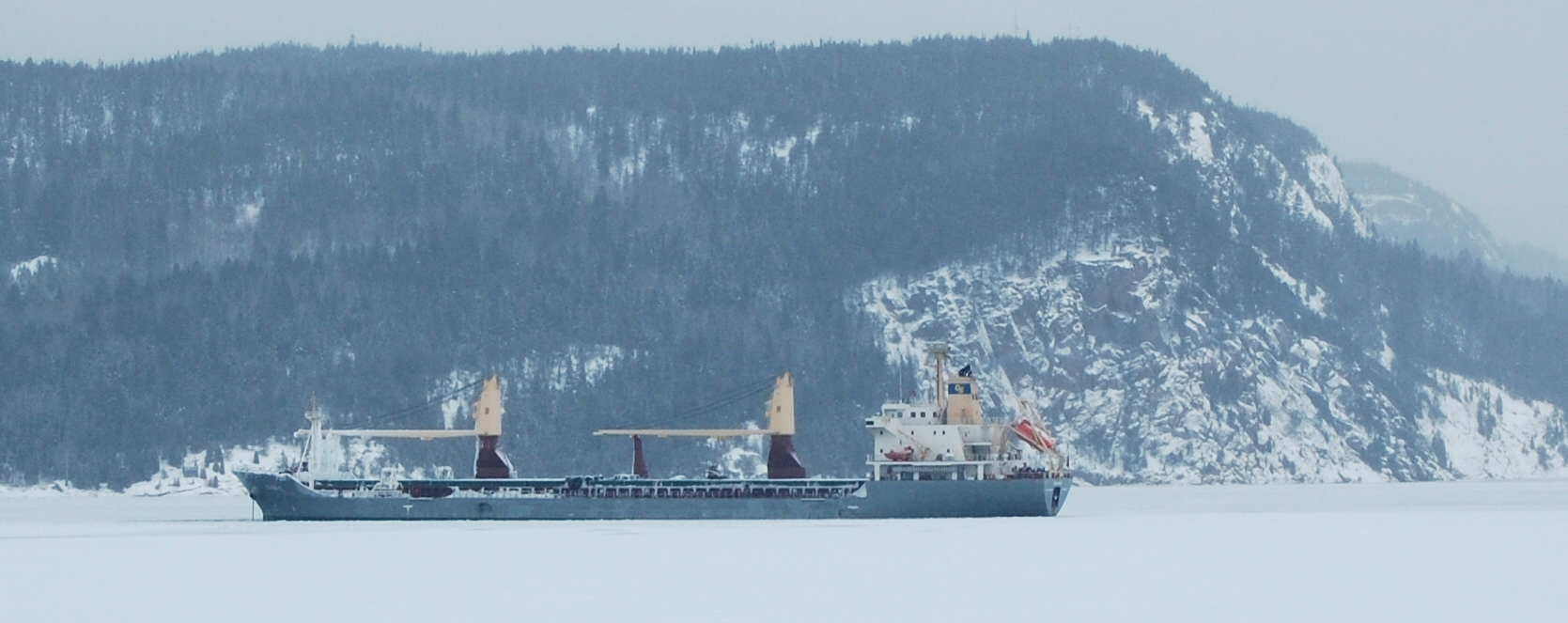
La baie des Ha! Ha! et le cap des Écorceurs en hiver

La Baie, comme la plupart des villes longeant la rivière Saguenay et de l'est du lac Saint-Jean, est soumis à un climat continental humide plus doux que celui du plateau des Laurentides qui entoure la région. Avec une moyenne de température annuelle de 2,3 °C et un écart thermique de 80 degrés (entre –44 °C et 36 °C), la baie des Ha! Ha!, même si elle est située à la même latitude que des villes européennes plus chaudes comme Paris ou Vienne, possède un hiver long et froid et un été frais et court.
L'arrondissement reçoit en moyenne 660 millimètres de pluie et 340 centimètres de neige par année. Le mois de juillet est le plus pluvieux et le mois de février le plus sec. Le ciel y est couvert de 60 % à 65 % du temps et l'ensoleillement totalise en moyenne 1 720 heures par année.
L'épaisseur moyenne de la glace dans la baie des Ha! Ha! durant l'hiver est de 75 centimètres. Malgré cela, la rivière Saguenay est maintenue ouverte à la navigation par les brise-glaces jusqu'à Port-Alfred où l'on enregistre des marées qui peuvent atteindre six mètres.
| Mois                         | jan.  | fév.  | mars  | avril | mai   | juin | jui. | août | sep. | oct.  | nov.  | déc.  | année |
| ---------------------------- | ----- | ----- | ----- | ----- | ----- | ---- | ---- | ---- | ---- | ----- | ----- | ----- | ----- |
| Température moyenne (°C)     | −16   | −14   | −6    | 2     | 10    | 16   | 18   | 17   | 11   | 5     | −3    | −12   | 2     |
| Record de froid (°C)         | −40,6 | −43,3 | −33,6 | −24,4 | −10,4 | −2,2 | 0,9  | 0,8  | −6,7 | −12,2 | −25,6 | −39,5 |       |
| Record de chaleur (°C)       | 15,2  | 13,6  | 25,2  | 30,4  | 34,4  | 36,3 | 38,4 | 36,1 | 33,3 | 28,3  | 22,9  | 14,4  |       |
| Précipitations (mm)          | 61    | 51    | 58    | 61    | 85    | 89   | 123  | 97   | 97   | 79    | 75    | 75    | 951   |
| dont pluie (mm)              | 6     | 6     | 16    | 35    | 82    | 89   | 123  | 97   | 97   | 69    | 35    | 8     | 661   |
| dont neige (cm)              | 68    | 54    | 49    | 28    | 3     | 0    | 0    | 0    | 0    | 9     | 46    | 82    | 342   |
| Record de pluie en 24 h (mm) | 45,7  | 17    | 26,4  | 28,4  | 49    | 72,4 | 98,4 | 57   | 75,4 | 45    | 55,2  | 24,6  |       |
| Record de neige en 24 h (cm) | 39,6  | 33    | 38,9  | 27,9  | 19,3  | 6,9  | 0    | 0    | 4,1  | 27,3  | 30,8  | 44,5  |       |

## Démographie
L'arrondissement de La Baie est le quatrième pôle urbain en importance de la région du Saguenay-Lac-Saint-Jean (après Chicoutimi, Jonquière et Alma) et représente 7 % de la population totale de celle-ci. Premier emplacement colonisé du Saguenay-Lac-Saint-Jean, près de la moitié de la population y vivait avant 1860. Le Haut-Saguenay et le lac Saint-Jean, qui sont colonisés un peu plus tard, connaissent toutefois une croissance beaucoup plus rapide. Le nombre d'habitants dans La Baie est rapidement dépassé par Chicoutimi qui devient la métropole régionale.
L'arrondissement de La Baie a connu une baisse de 6,5 % de sa population de 1991 à 2006. Cette donnée en fait l'arrondissement de Saguenay connaissant la plus grande baisse démographique ; l'ensemble de la ville s'établissant à 4,4 % de perte entre 1991 à 2006. Malgré la fermeture de l'usine Abitibi-Consolidated en 2003, la chute de la population tend à ralentir depuis 2001. Le pourcentage de perte a passé de 5,3 % de 1996 à 2001 à 1,5 % de 2001 à 2006. La Baie compte également les familles plus jeunes des arrondissements de Saguenay.
C'est actuellement l'arrondissement le moins densément peuplé de Saguenay, avec 75 habitants/km2. Il compte 19 639 habitants, 7 755 ménages et 5 635 familles selon le recensement de 2006. Le secteur le plus dense est Port-Alfred, avec 117,4 habitants par km².
Selon Statistique Canada, la population parle le français à 97,4 % et l'anglais à 0,7 %. Les immigrants représentent moins de 1 % de la population.
Sur le plan de l'éducation, 9,9 % de la population de plus de 15 ans possèdent un diplôme universitaire (baccalauréat ou plus), 38,8 % un diplôme post-secondaire et 18,8 % un diplôme secondaire. En 2001, 32,4 % des Baieriverains au-dessus de 15 ans n'avait pas terminé leurs études secondaires, le nombre le plus important des trois arrondissements de Saguenay.
Le revenu par tête est en moyenne de 24 107 $. Le revenu moyen par ménage est de 50 119 $. Le secteur possédant le plus haut revenu par tête est celui de Grande-Baie avec 28 319 $ et celui affichant le plus bas est Port-Alfred avec 21 462 $.
| Indicateur :        | La Baie | Saguenay | Québec |
| Hommes (%)          | 49,6    | 48,7     | 48,9   |
| Femmes (%)          | 50,4    | 51,3     | 50,1   |
| Âge médian          | 42,7    | 43,5     | 41,0   |
| Moins de 15 ans (%) | 15,9    | 15,2     | 16,6   |
| 16-64 ans (%)       | 69,9    | 69,4     | 69,1   |
| 65 ans et + (%)     | 14,2    | 15,4     | 14,3   |
| Revenu/hab. ($)     | 24 107  | 23 288   | 24 430 |
| Taux de pauvreté(%) | 10,5    | 14,5     | 17,2   |

## L'arrondissement

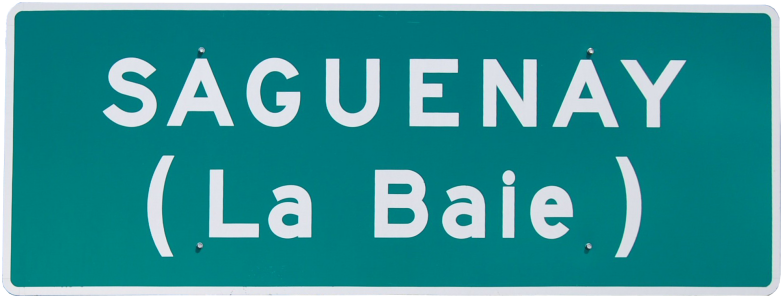
Depuis 2002, La Baie est un arrondissement de Saguenay

L’arrondissement de La Baie de la ville de Saguenay, décrété officiellement le 18 février 2002, compte pour 3 des 19 districts et 13,3 % des électeurs de la ville. Il est administré par un conseil d’arrondissement composé du président d’arrondissement, élu par le conseil qui agit également à titre de conseiller municipal élu, de deux conseillers municipaux élus, du directeur d’arrondissement et du greffier. Les réunions du conseil se tiennent une fois par mois, en public, au bureau d'arrondissement de La Baie, l’ancien Hôtel de ville de La Baie situé dans le secteur Bagotville.
Le conseil de l’arrondissement de La Baie gère l'urbanisme, la circulation, le déneigement, la voirie, la prévention en sécurité incendie, le développement économique et social, communautaire et culturel ainsi que la culture, les loisirs et les parcs autour de la Baie des Ha! Ha!.
| Maire de la Ville de Saguenay                                                                         | Julie Dufour                             |
| Président de l'arrondissement                                                                         | François Tremblay                        |
| Conseiller municipal District #13 Conseiller municipal District #14 Conseiller municipal District #15 | Raynald Simard Éric Simard Martin Harvey |

### Évolution administrative

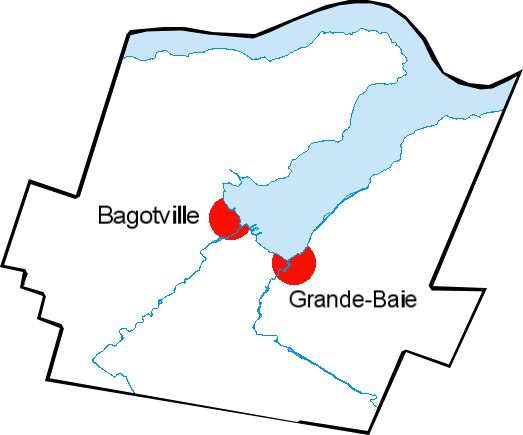
Dès 1837 Colonisation divisée en deux pôles majeurs, Grande-Baie et Bagotville
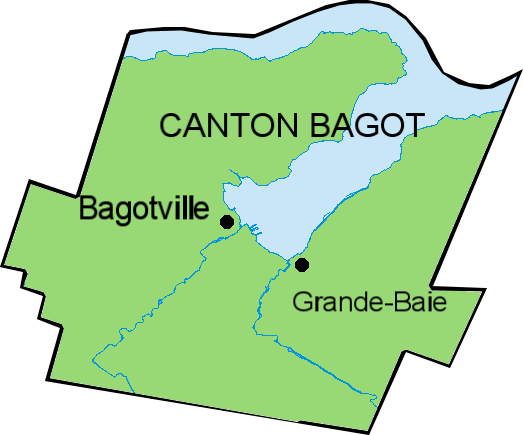
1855 Création du Canton Bagot ; Grande-Baie est le chef-lieu du comté et Bagotville un pôle secondaire
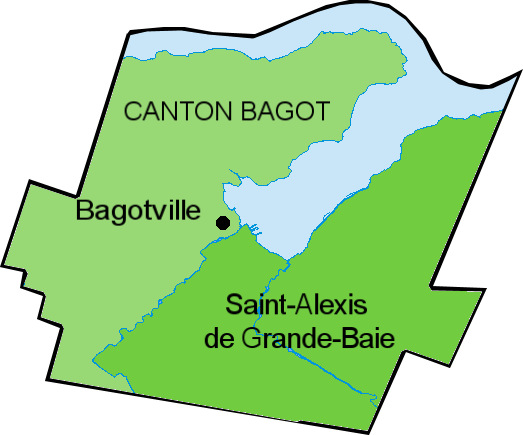
1860 Érection canonique de la municipalité de paroisse de Saint-Alexis-De Grande-Baie, le canton Bagot est géré de Bagotville
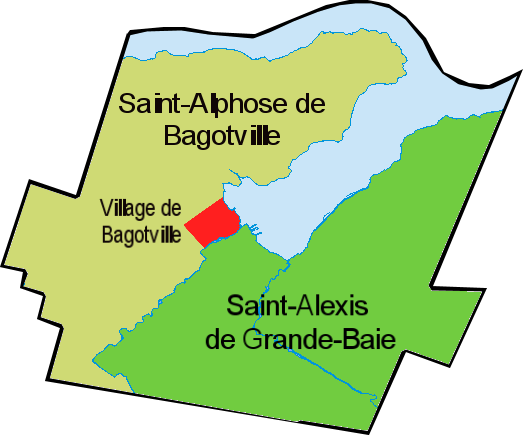
1876 Érection canonique de la municipalité de paroisse de Saint-Alphonse-De Bagotville et Bagotville devient un village
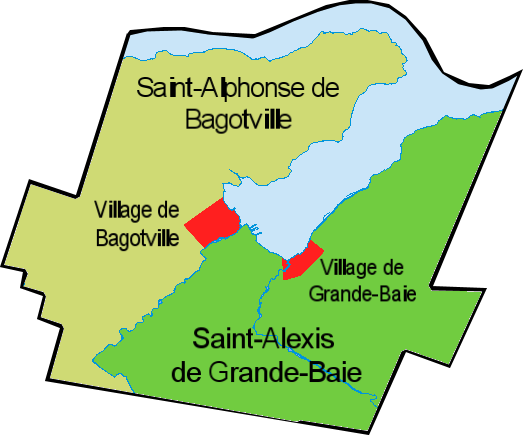
1908 Grande-Baie devient un village
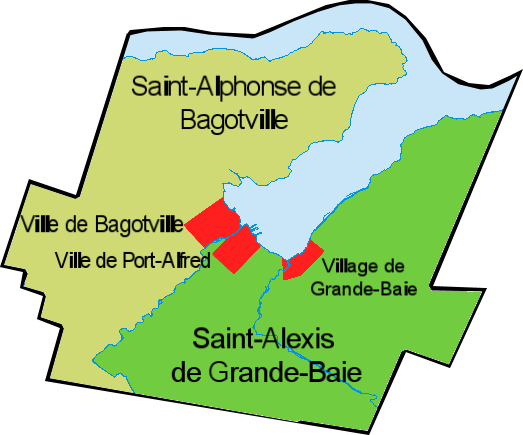
1917-1920 Création du village de Port-Alfred dans le territoire de Grande-Baie en 1917. Port-Alfred devient une ville en 1919. Bagotville devient une ville en 1920.
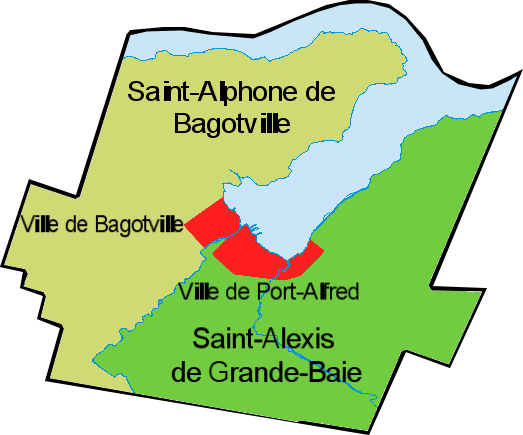
1953 La ville de Port-Alfred absorbe le village de Grande-Baie.
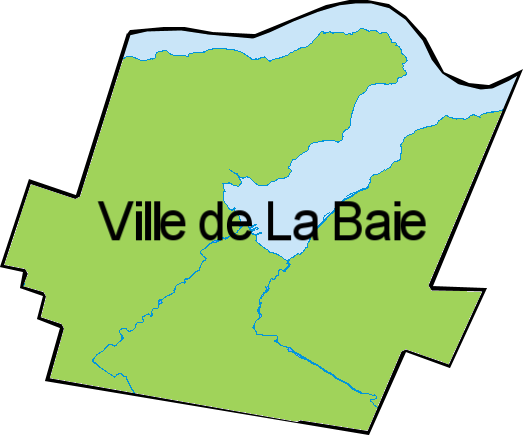
1976 La ville Port-Alfred, la ville de Bagotville, la paroisse de Saint-Alphonse-De Bagotville et la paroisse de Saint-Alexis-De Grande-Baie se regroupent pour former Ville de La Baie

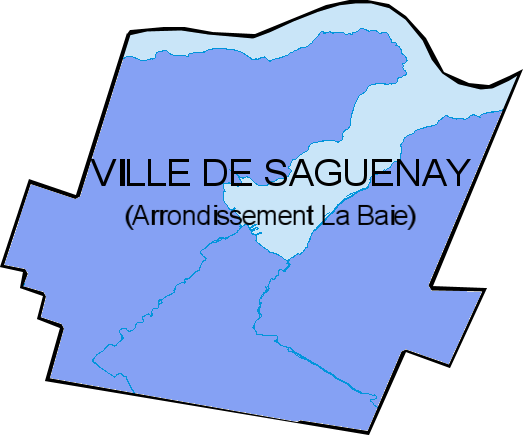
2002 Ville de La Baie devient lArrondissement de La Baie de Saguenay à la suite de sa fusion avec les municipalités de Chicoutimi, Jonquière, Laterrière, Shipshaw, Lac-Kénogami et Canton-Tremblay.

### Secteur résidentiel et urbanisme

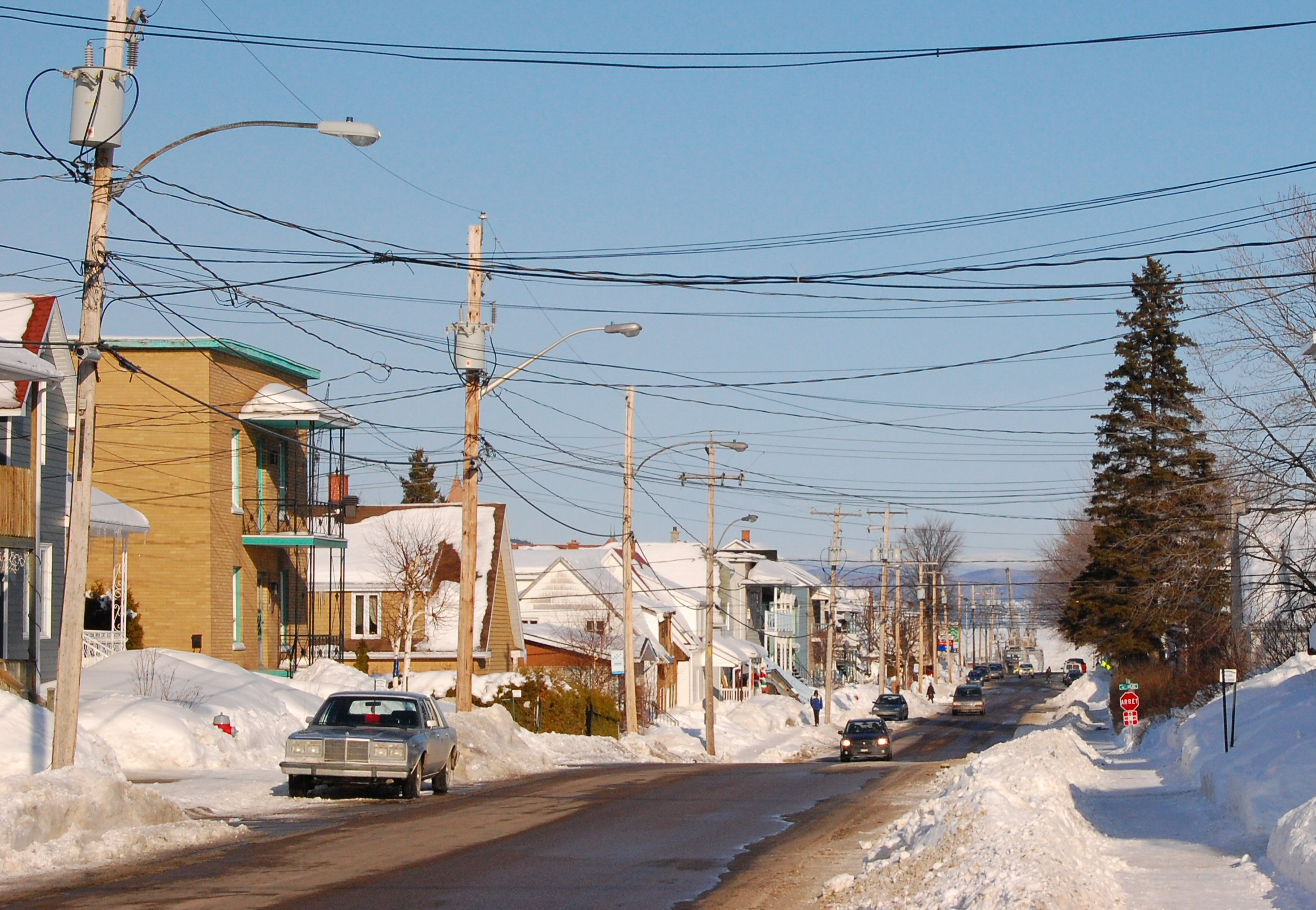
Quartier résidentiel de Port-Alfred

Selon Statistique Canada, l’arrondissement de La Baie comptait 8 112 logements dont 7 763 résidences principales en 2006, 95,7 % des résidences baieriveraines sont des résidences principales et 4,3 % des résidences secondaires. Le ratio de résidences construites après 1986 est légèrement plus élevé que la moyenne de Saguenay, il se chiffre à 22,7 %, soit 1 840 nouveaux logements, contre 22,1 % à Saguenay. Parmi les édifices habités, 6,8 % des logements ont besoin de réparations majeures, c’est 0,1 % de plus que la moyenne de Saguenay. La valeur moyenne des logements de l’arrondissement est inférieure à ceux de l’ensemble de la ville ; elle est de 103 131 $ contre 116 559 $.

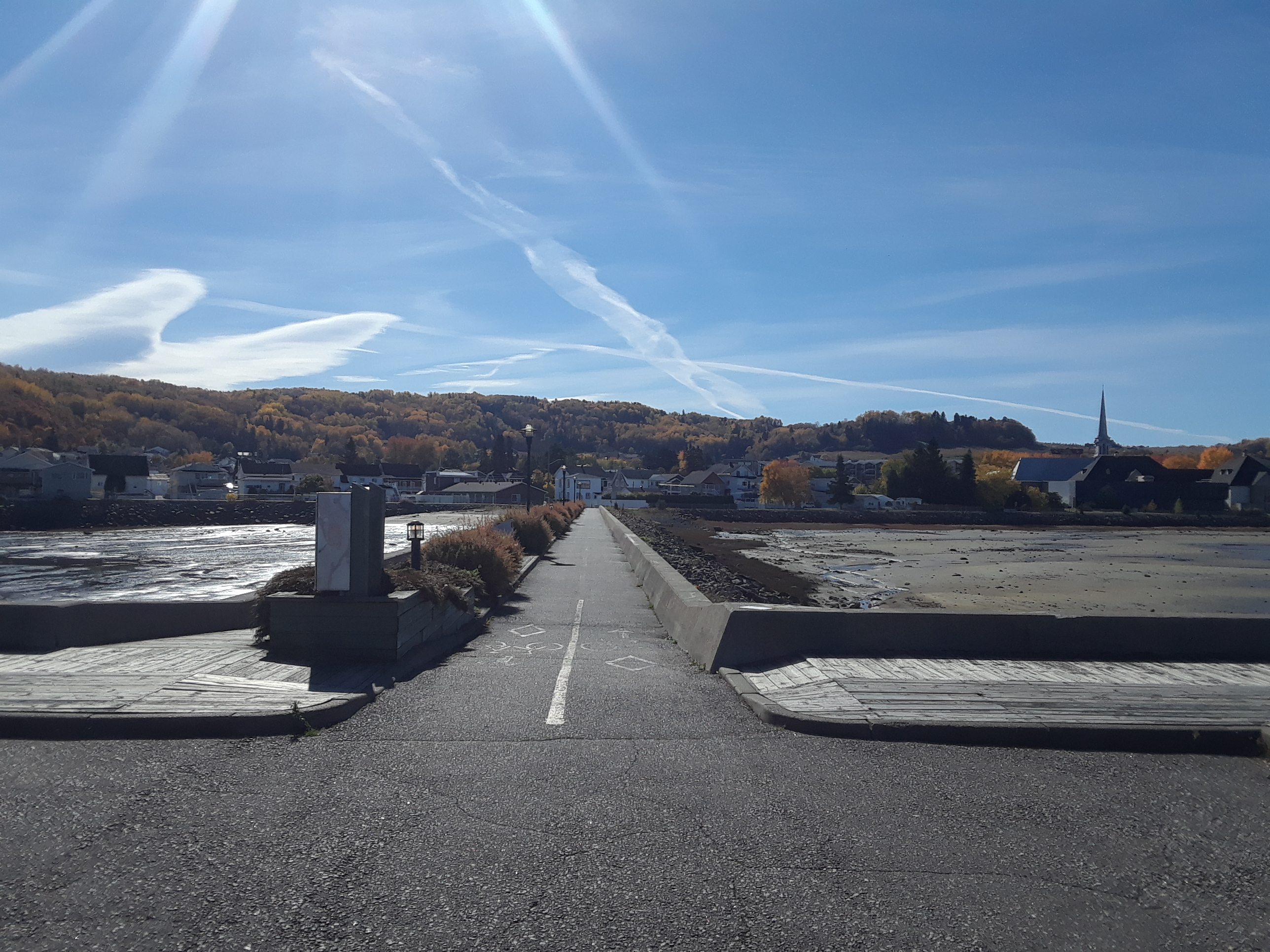
Vue du secteur Grande-Baie, depuis le quai Laurier-Simard.

Les résidences prennent majoritairement (45,8 %) la forme de maisons individuelles. Les maisons jumelées représentent pour leur part 6,8 % des résidences, les maisons en rangée ; 2,9 %, les duplex et appartements ; 18,2 %, les immeubles à apparentement de moins de 5 étages ; 23,2 %, et ceux de plus de 5 étages ; 0,2 %. On compte, parmi les résidences, 2 870 logements locatifs (37 %) et 4 890 logements possédés (63 %).

### Politique
Le poids politique de l'arrondissement de la Baie, regroupant 15 051 électeurs, par rapport au siège de la circonscription fédérale Chicoutimi—Le Fjord, est réduit par celui de l'arrondissement de Chicoutimi, plus peuplé et partageant le même député fédéral (Canada). En tout, La Baie compte pour 20 % des électeurs de la circonscription.
|  | Chicoutimi—Le Fjord | Richard Martel | 2018-2019 | Parti conservateur du Canada |

Sur le plan provincial (Québec), l'arrondissement de La Baie représente 41 % des électeurs de la circonscription Dubuc.
|  | Dubuc | François Tremblay | 2018-2022 | Coalition avenir Québec |

Sur le plan international, La Baie est l'hôte d'un consulat de Norvège.

### Économie
Au départ, l'économie de la Baie repose principalement sur l'exploitation de la forêt et la transformation du bois qui permet son expansion au cours du XXe siècle. Depuis la fermeture de l'usine Abitibi-Consolidated de Port-Alfred en 2004, c'est principalement l'aluminerie Rio Tinto Alcan de Grande-Baie (684 employés) et surtout la base militaire de Bagotville (1 200 militaires et 250 civils) qui soutiennent l'économie de l'arrondissement. En tout, on y compte 61 entreprises dans 34 domaines d'activités. Selon Statistique Canada, la population active représente 59,9 % (2006) des Baieriverains, soit 9 085 personnes, et le taux de chômage est de 8,5 % (2006). La main-d'œuvre extérieure provient principalement de Chicoutimi, Jonquière et du Bas-Saguenay. Plus de la moitié de la population active des villages de Saint-Félix-d'Otis et de Ferland-et-Boilleau travaille dans l'arrondissement de La Baie.

#### Secteurs primaires et secondaires

##### Agriculture et industrie laitière

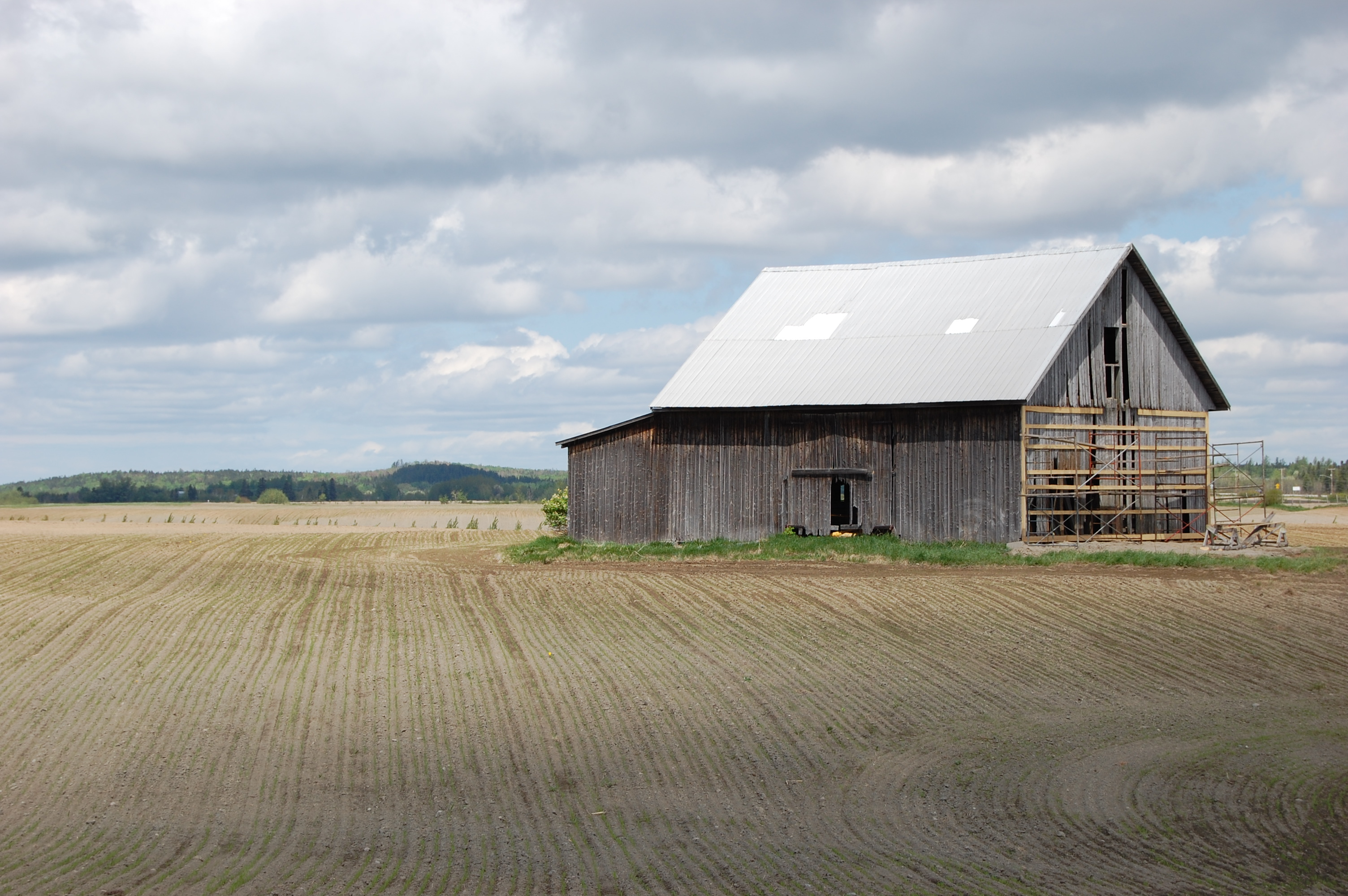
Terre arable sur le plateau entre Chicoutimi et La Baie

Malgré la difficulté du relief du pourtour de la baie des Ha! Ha!, les plateaux en direction de Laterrière et Chicoutimi et ceux surplombants Grande-Baie sont propices aux cultures et à l’élevage. On y cultive les céréales et les plantes oléagineuses en petite quantité. La culture maraîchère est pratiquée dans les champs et sous serre. La Baie compte aussi une pépinière et une serre de culture du gazon. La production de plante fourragère est importante pour soutenir l’industrie laitière de l’arrondissement. L’élevage de cervidés, comme le chevreuil, le daim, le cerf élaphe et le wapiti, ainsi que l’élevage bovin sont également pratiqués.
Fondée en 1990 par le Groupe de recherches écologiques de la Batture (GREB), l’Écohameau de La Baie compte une ferme paysanne et écologique (Vallons de Chambreule) ainsi que 6 maisons écologiques uni-familiales. À Saguenay, elle a longtemps été la seule ferme certifiée biologique et la première ferme du Saguenay—Lac-Saint-Jean, en 2000, à offrir des paniers ASC (Agriculture soutenue par la communauté).
La production laitière demeure le principal secteur d’activité agricole. L‘arrondissement compte 21 producteurs laitiers membres de la Fédération des producteurs de lait du Québec. Deux entreprises majeures de l’arrondissement s’occupent de la transformation du lait baieriverain ; La Laiterie de La Baie, qui compte 70 employés et représente 25 % du marché du produit laitier régional et la fromagerie Boivin qui transforme entre 12 et 17 millions de litres de lait par année en fromage Cheddar.Les bergeries du Fjord produisent pour leur part un fromage à base de lait de brebis.

##### Industrie forestière

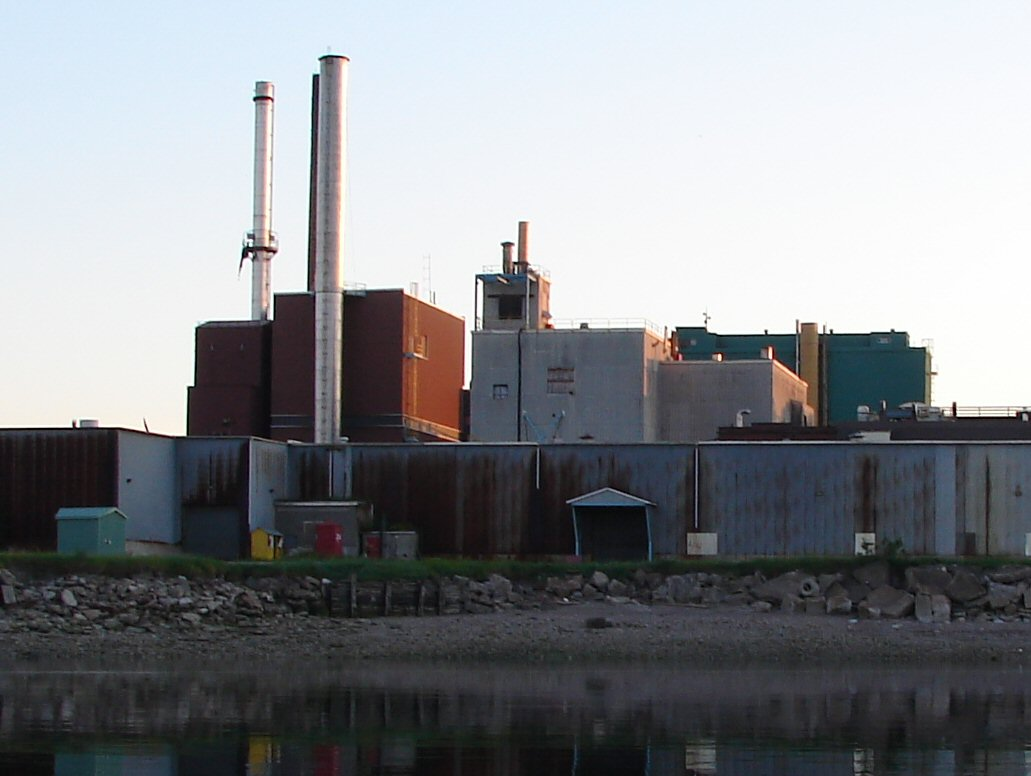
Usine de Port-Alfred, détruite en 2006

Générant 1172 emplois en 2002, l’industrie forestière et de la transformation de la matière ligneuse est affectée par la fermeture de la papetière Abitibi-Consolidated en 2004 qui cause la perte de 780 emplois directs ou indirects constituant 30 millions de dollars en masse salariale. La diminution de la demande de production de panneaux MDF, à l’usine MDF La Baie, fondée en 1996 et comptant 120 employés, entraîne une diminution de 80 travailleurs en 2007-2008.
En dehors de la grande industrie, l’exploitation forestière à La Baie se traduit par des PME œuvrant dans l’aménagement et le transport forestiers. Le sciage du bois est assuré par la scierie Gauthier, plus vieille entreprise du Saguenay-Lac-Saint-Jean, et la Scierie Armand Tremblay & Fils. La scierie Saguenay, appartenant à Abitibi-Consolidated est fermée en 2005 et la majeure partie des 50 employés est transférée à la scierie de Saint-Fulgence. Plusieurs petites entreprises de moins de 20 employés transforment la matière en produits finis comme les armoires de cuisines, les meubles, les charpentes et le bois de plancher.

##### Carrières, matériaux non ferreux et chimiques
Bien que La Baie ne compte pas de mines, on y fait l’exploitation des granitoïdes de la province géologique de Grenville, notamment le granite et gneiss laurentien. C’est dans ces carrières que l’on trouve la variété Polychrome, une pierre architecturale (Farsundite porphyroïde) utilisée au World Financial Center à New York, au Musée canadien de l'histoire à Gatineau et au Ronald Reagan Building et International Trade Center du Triangle fédéral à Washington. D’autres carrières de l'arrondissement se spécialisent plutôt dans la pierre concassée, la pierre de construction et la pierre d’aménagement.
Le découpage du verre et la production de dérivés plastiques et chimiques, tels que les nettoyants et dégraisseurs industriels, les cadres de fenêtres en PVC et l'asphalte, sont d'autres secteurs d'activité industrielle mineurs.

##### Métaux
La production de l'aluminium à l'usine Rio Tinto Alcan de Grande-Baie combiné à la transformation et l'usinage des métaux comptait pour 1 147 emplois dans l'arrondissement en 2002. Mise en marche en 1980, l'aluminerie de Grande-Baie compte, à elle seule, 684 employés et produit annuellement 196 000 tonnes d'aluminium. Près de 40 % des employés de l'usine résident dans l'arrondissement. La transformation de l'aluminium, le modelage de structures et la production de charpente de fer sont les autres domaines connexes de ce secteur industriel essentiel à l'économie de La Baie.

#### Commerce

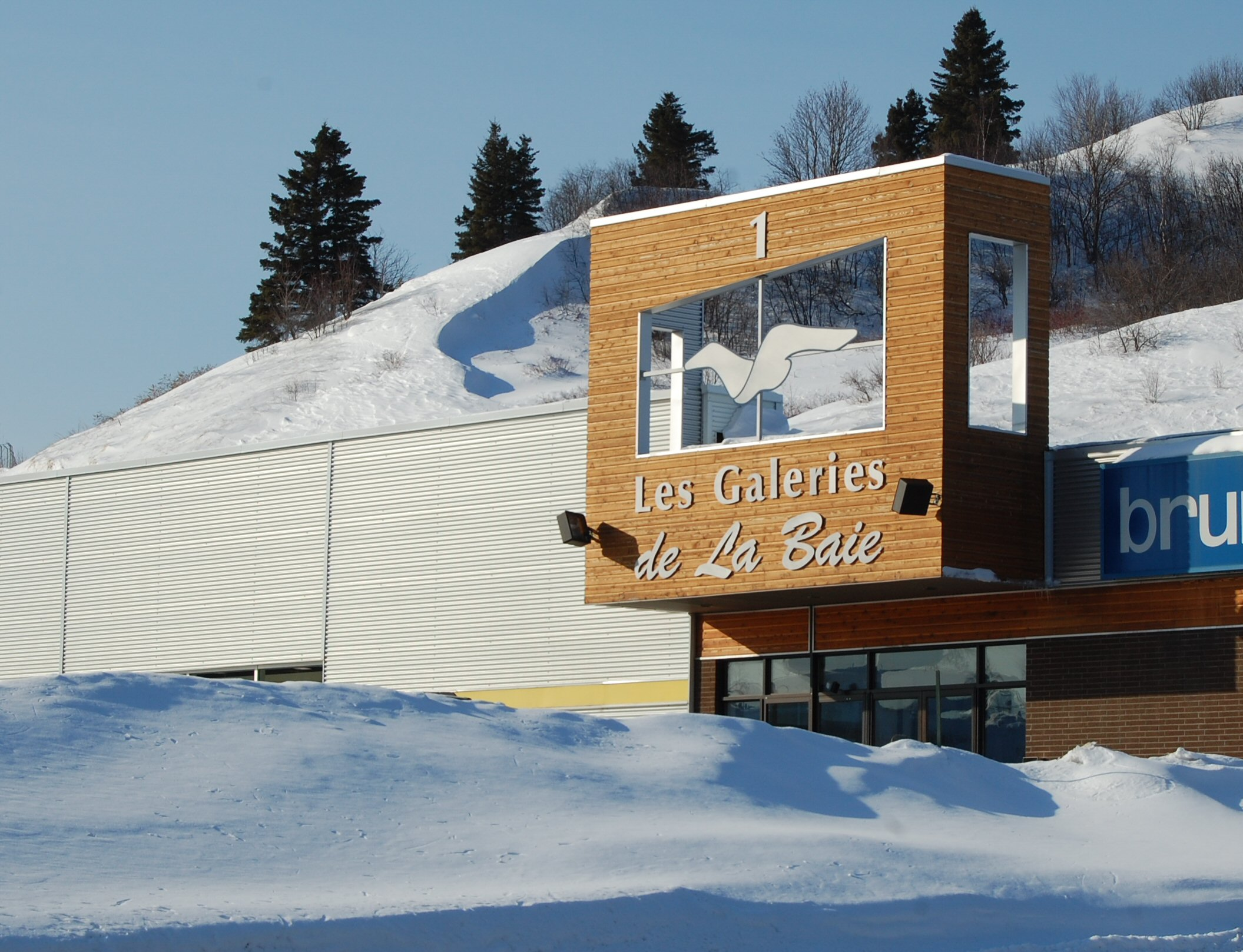
Les Galeries de La Baie

Le potentiel de marché de l’arrondissement est chiffré 220 millions de dollars en dépenses potentielles. Malgré la présence du centre d’achat les Galeries de La Baie, qui compte 185 employés, et la rue Victoria, principale artère commerciale de l’arrondissement, La Baie possède la plus petite zone d’influence commerciale et le plus faible taux d’autofréquentation (avec Dolbeau-Mistassini) des pôles urbains de la région. Même si cet arrondissement de Saguenay possède la plus grande proximité avec le Bas-Saguenay et une liaison routière directe avec ce secteur, c’est Chicoutimi qui demeure la principale zone de fréquentation commerciale du territoire environnant.

#### Institutions

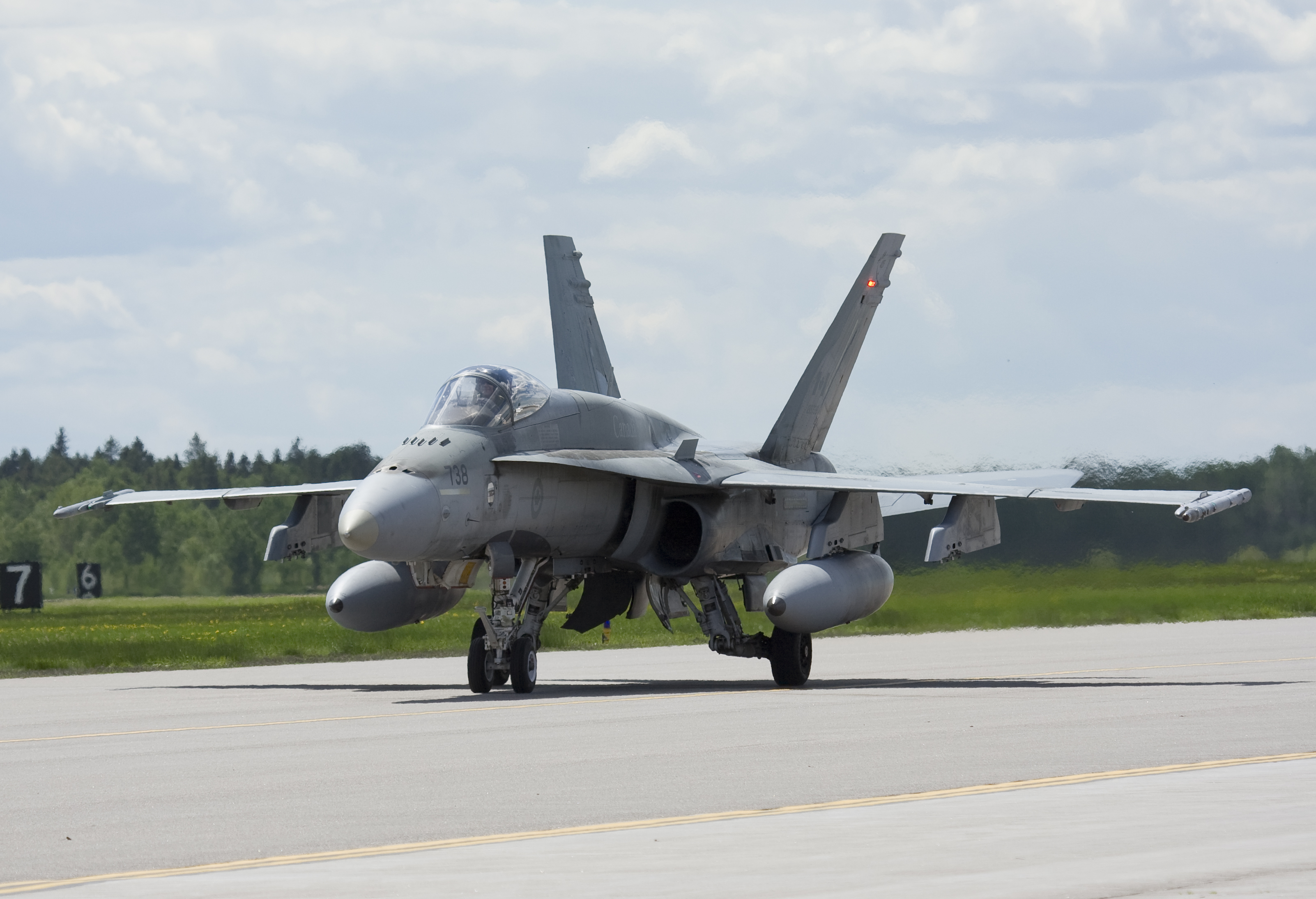
Un avion de chasse CF-18 du de chasseur tactique décolant à Bagotville

Badge du de chasseur tactique

La base des Forces canadiennes de Bagotville est le principal employeur de l’arrondissement avec 1 584 employés permanents et temporaires parmi lesquels on compte les 837 familles de militaires de la 3e Escadre. Cette institution fédérale génère des retombées économiques de 100 millions de dollars, dont 65 millions de dollars en salaire et 11 millions en dépenses diverses chaque année au Saguenay-Lac-Saint-Jean mais principalement dans La Baie. La tour de contrôle de cette base aérienne est administrée par Nav Canada, qui s’occupe également du prélèvement des données météorologiques.
Les autres institutions fédérales dans l’arrondissement sont un centre de travaux publics et services gouvernementaux du Canada, situé à l’intérieur de la base de Bagotville, un centre des Ressources humaines du Canada, qui offre des services par rapport à l’immigration, au travail ainsi qu’à l’emploi et la SADC du Fjord, un organisme œuvrant dans le développement économique de la collectivité.
Les institutions provinciales situées dans l’arrondissement sont un Centre local d’emplois, un Carrefour jeunesse emplois et une succursale de la Société de l'assurance automobile du Québec. Le député de la circonscription Dubuc possède ses bureaux de comté dans l’arrondissement.

### Transport

#### Routier

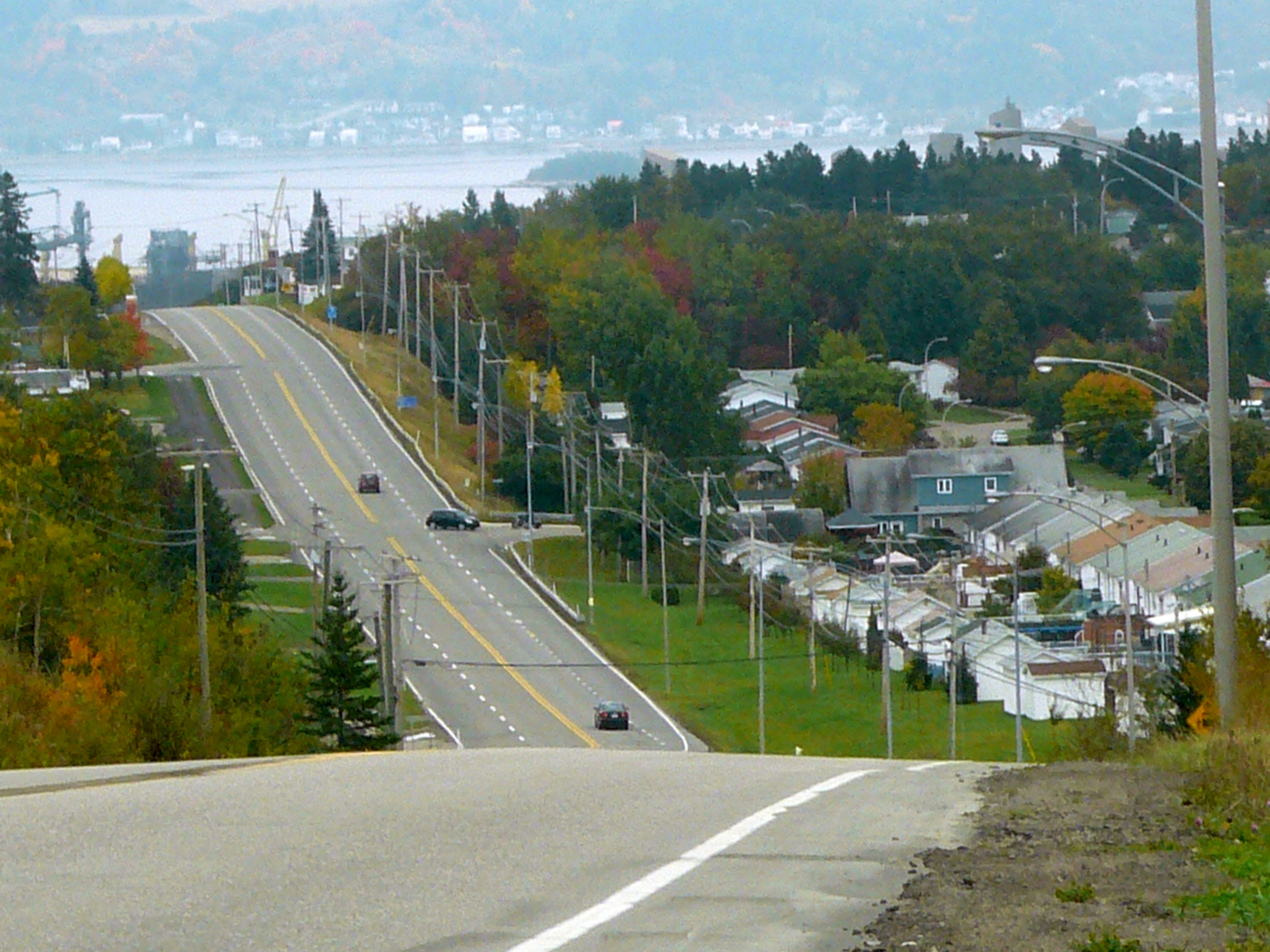
Le Boulevard De la Grande-Baie Nord (Route 372) en direction du centre-ville de l'arrondissement de La Baie

La Baie est traversé par une route du réseau routier national et deux routes interrégionales ; la route 170, qui possède le statut de route principale, de l’autoroute 70 (jonction avec la route 175) à Chicoutimi jusqu'à Port-Alfred, devient ensuite interrégionale en longeant la baie des Ha! Ha! pour aller vers le Bas-Saguenay, et la Route du petit Parc (route 381), qui débute à Port-Alfred en direction de Ferland-et-Boilleau. Débutant au Saguenay-Lac-Saint-Jean, elles se dirigent toutes les deux vers la région de Charlevoix. La seule route inter-municipale est le boulevard Saint-Jean-Baptiste qui devient le Boulevard Grande-Baie Nord (route 372) aux limites Est de l’arrondissement en provenance de Rivière-du-Moulin (Chicoutimi) et se terminant à Bagotville.
La circulation automobile de l’arrondissement est concentrée autour de son axe principal : la route 170. Entre l’aéroport de Bagotville et Grande-Baie, cet axe routier accueil plus de 10 000 automobiles par jour. De Grande-Baie vers le Bas-Saguenay, ce chiffre diminue pour se situer entre 2 500 à 5 000 automobiles par jour. Le Petit Parc (route 381), vers Ferland-et-Boilleau, possède une circulation de 1 000 à 2 500 véhicules par jour et la ligne Bagot, ou chemin Grande-Anse, entre l’aéroport de Bagotville et le terminal maritime de Grande-Anse, accueil moins de 1 000 véhicules par jour. En 2000, l’arrondissement était la destination de 5 % des automobiles provenant de l’extérieur de la région par le parc des Laurentides (route 175) et 30 % des automobilistes provenant du Bas-Saguenay par la route 170. Plus de 1 000 poids-louds circulent quotidiennement entre La Baie et Chicoutimi uniquement par cette route. Moins de 500 poids-lourds arrivent du Bas-Saguenay et de Ferland-et-Boilleau à chaque jour.

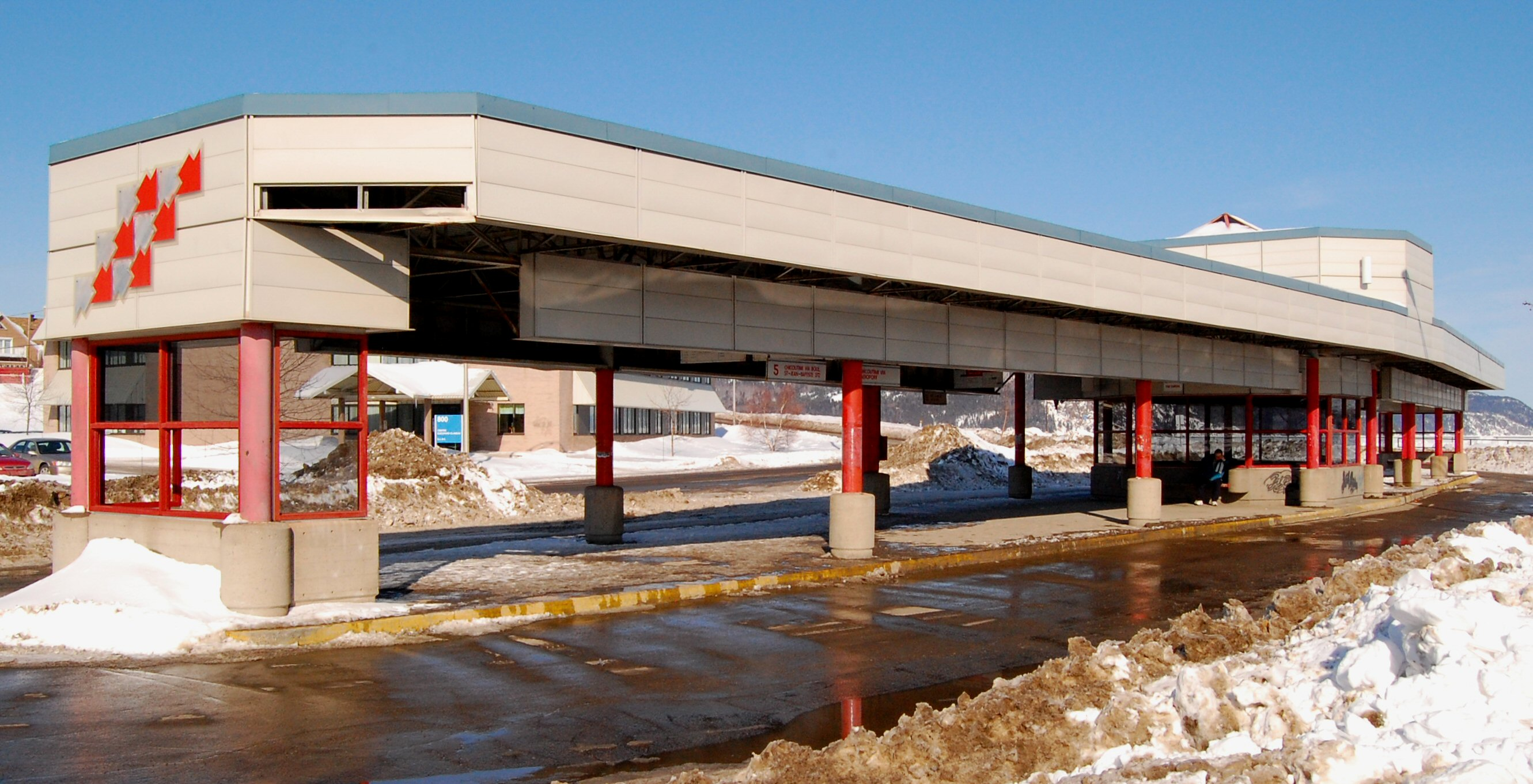
Terminus de la STS à La Baie

Sur le plan du transport en commun, l’arrondissement est desservi par la Société de transport du Saguenay (STS), un organisme municipal. Deux lignes d’autobus relient les terminus de Chicoutimi et La Baie ; les lignes Via Saint-Jean-Baptiste, qui passent par la route 372, et Via Aéroport, qui passe par la route 170. Du terminus de La Baie, trois lignes desservent l’arrondissement à l’année et une de façon saisonnière (en hiver). Le secteur Bagotville est desservi par la ligne Des Érables via Centres d’achats, Port-Alfred l’est par la ligne Polyvalente de La Baie via Avenue du Parc et Grande-Baie par la ligne Boulevard de la Grande-Baie Sud. La ligne saisonnière, Chemin Saint-Louis, dessert le chemin Saint-Louis durant l’hiver.
Pour les cyclistes, La Baie est desservie par la Route verte 8 qui en arrivant dans la ville par le Boulevard de la Grande-Baie nord, se rend jusqu'au quai Laurier-Simard en longeant la baie des Ha! Ha! où elle est aménagée sur 6 kilomètres.

#### Maritime
L'arrondissement de La Baie compte deux ports en eaux profondes :
- Les installations portuaires de Port-Alfred, situées au fond de la baie des Ha! Ha!
- Le terminal maritime de Grande-Anse (Port Saguenay), situé hors de la baie des Ha! Ha!, sur la rivière Saguenay, sur la côte nord du Cap-à-l'ouest.

##### Port-Alfred
Port-Alfred, port le plus important du Saguenay–Lac-Saint-Jean, est la principale voie d’entrée des ressources naturelles nécessaires aux alumineries de la région. Appartenant à l’Alcan depuis 1924, ces installations voyaient transiter 5,5 millions de tonnes de matières premières et transformées en 2006.
Au début du XXe siècle, c’est la Compagnie de Pulpe de Chicoutimi qui projette la première l’installation d’un port dans la Baie des Ha! Ha!. Avec une usine et un port en eaux profondes à Port-Alfred, l’expédition de la pulpe à l’étranger est grandement facilitée comparativement aux installations portuaires de Chicoutimi, limitées par la faible profondeur du Bras Nord de la rivière Saguenay. Le quai de Port-Alfred est ouvert en 1915. En 1924, la faillite de la Compagnie de Pulpe de Chicoutimi entraîne la vente des infrastructures de transport, dont les installations portuaires de Port-Alfred, à la compagnie Alcan. Le port est alors reconverti pour pouvoir y recevoir la bauxite et les différentes ressources nécessaires à la fabrication de l'aluminium ainsi que l'expédition du papier journal de la Port-Alfred Pulp and Paper Corporation. Le quai Duncan est terminé en 1938 et le quai Powell en 1948. Depuis 1976, les installations portuaires de Port-Alfred sont ouvertes toute l'année grâce à un service de brise-glace. En 2000, Alcan confie la gestion du quai Powell à l’Administration portuaire du Saguenay.
Les quais de Port-Alfred :
- Quai Duncan : Le quai Duncan est la propriété de Rio Tinto Alcan depuis sa construction en 1938. Ce quai reçoit des matières premières et expédie de l'aluminium. Il fait 386 mètres, possède deux postes d'amarrage et atteint 11,9 mètres de profondeur à marée basse[110]. Un chemin de fer y circule et peut accueillir des navires de 69 000 tonnes et plus[110].
- Quai Powell : Le quai Powell est la propriété l’Administration portuaire du Saguenay depuis 2000. Il est principalement affecté à l'exportation des marchandises finies et de deuxième transformation vers l’étranger, la réception des vracs liquides de la compagnie Alcan et, avant la fermeture de l'usine Abitibi-Consolidated en 2003, l'exportation du papier journal[67]. Ce quai fait 347 mètres, possède quatre postes d'amarrage et atteint de 10 à 10,9 mètres de profondeur à marée basse[110]. Un chemin de fer y circule et peut accueillir des navires de 69 000 tonnes et plus[110].

En tout, entre 130 et 140 navires fréquentent Port-Alfred chaque année. Ils proviennent principalement de pays exportateurs de bauxite tels que le Brésil, le Ghana et la Guinée et transportent de la bauxite, du coke de pétrole, de la soude caustique, du mazout et de la fluorine. On y expédie également la majeure partie des lingots d'aluminium produits dans les quatre alumineries de la région.

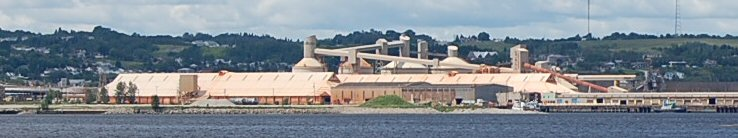
Les installations portuaires de Port-Alfred

##### Port de Grande-Anse
Le terminal maritime de Grande-Anse (Port Saguenay), seul port public de la région du Saguenay-Lac-St-Jean, est l’un des 18 ports de l’Association des administrations portuaires canadiennes. Sa vocation, d'abord réduite à la réception des hydrocarbures, changea pour devenir progressivement axée sur le transport produits forestiers, de marchandises générales et de vracs solides et liquides. En 2000, les installations sont passées à une capacité annuelle totale de 600 000 tonnes.
Construit en 1985 pour pallier la fermeture du port de Chicoutimi et la relocalisation des réservoirs d’hydrocarbures hors du centre-ville, le terminal maritime de Grande-Anse obtient ses lettres patentes en 1999 du gouvernement du Canada pour devenir l'Administration portuaire du Saguenay (Port Saguenay).
- Quai Marcel-Dionne : Nommé en l'honneur du député fédéral Marcel Dionne, député fédéral de la circonscription Chicoutimi—Le Fjord de 1979 à 1984, ce quai fait 286 mètres, possède deux postes d'amarrage et atteint 13,8 mètres de profondeur à marée basse. Ouvert à l'année, il peut accueillir des navires de plus de 100 000 tonnes[115].

Depuis 2004, le terminal maritime de Grande-Anse est conforme au International Ship and Port Facility Security Code, accréditation lui permettant d'accueillir des navires provenant de l’étranger.

#### Ferroviaire
Bien que le train arrive à Chicoutimi en 1893, il faut attendre 1910 pour que les premières locomotives arrivent à Bagotville. Pour que se réalise ce projet, la Compagnie de Chemin de fer de la Baie des Ha! Ha! filière de la Compagnie de Pulpe de Chicoutimi est créée en 1909 pour relier les installations de la pulperie de Chicoutimi jusqu’au quai de Bagotville. Cette ligne fait partie, à l’origine, du réseau Roberval-Saguenay. La faillite de la Compagnie de Pulpe de Chicoutimi en 1924 entraîne la vente du chemin de fer Roberval-Saguenay à l’Alcan en 1925 qui l’utilise pour acheminer les matières premières de Port-Alfred à son aluminerie d’Arvida. Le réseau prendra de l’expansion avec l’installation de nouvelles alumineries dans la région ; de nouveaux rails seront posés dans l’arrondissement de La Baie pour desservir l’usine Grande-Baie et Laterrière.
Chaque année, 87 700 wagons pleins circulent sur le réseau Roberval-Saguenay, en quittant ou se dirigeant vers Port-Alfred. Pour acheminer les 7 540 000 tonnes de matières transitant annuellement à destination, le réseau compte 11 locomotives et 121 employés.

#### Aérien

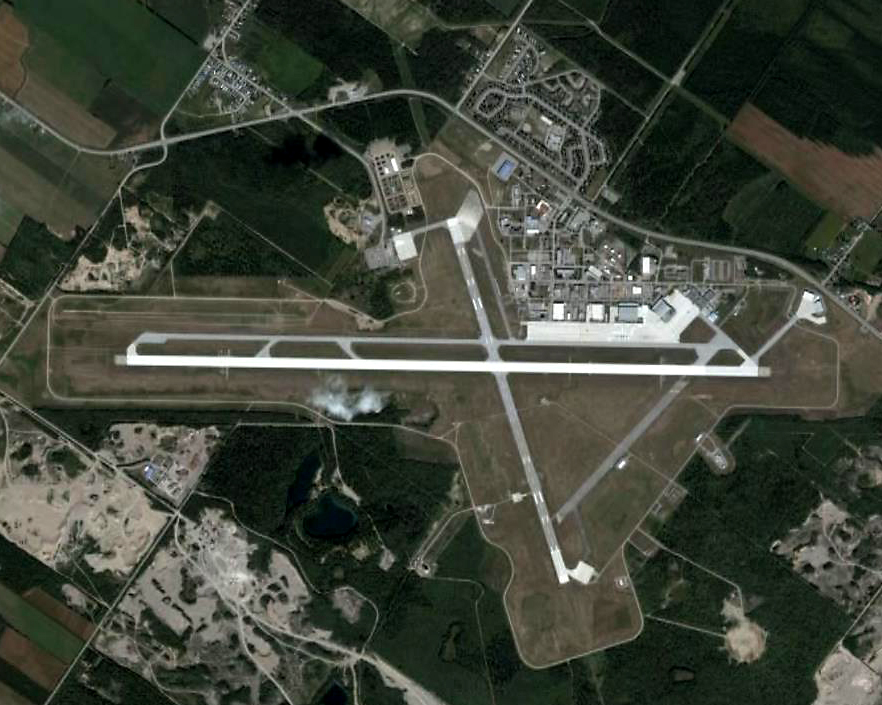
Base militaire et aéroport de Bagotville

L’Aéroport de Bagotville (YBG) est le principal aéroport civil du Saguenay-Lac-Saint-Jean. Partageant ses installations avec la 3e Escadre à Bagotville, il accueille 90 000 passagers chaque année. En 2000, la partie civile fut cédée par Transports Canada à ville de Saguenay et c’est actuellement Promotion Saguenay qui s’occupe la gestion de l’aéroport. Des vols vers Montréal et d’autres destinations québécoises sont programmés quotidiennement et, depuis 2006, les compagnies aériennes Sunwing Airlines et Air Transat (depuis 2008) proposent des vols internationaux vers le Sud en hiver.

## Culture et société

### Éducation

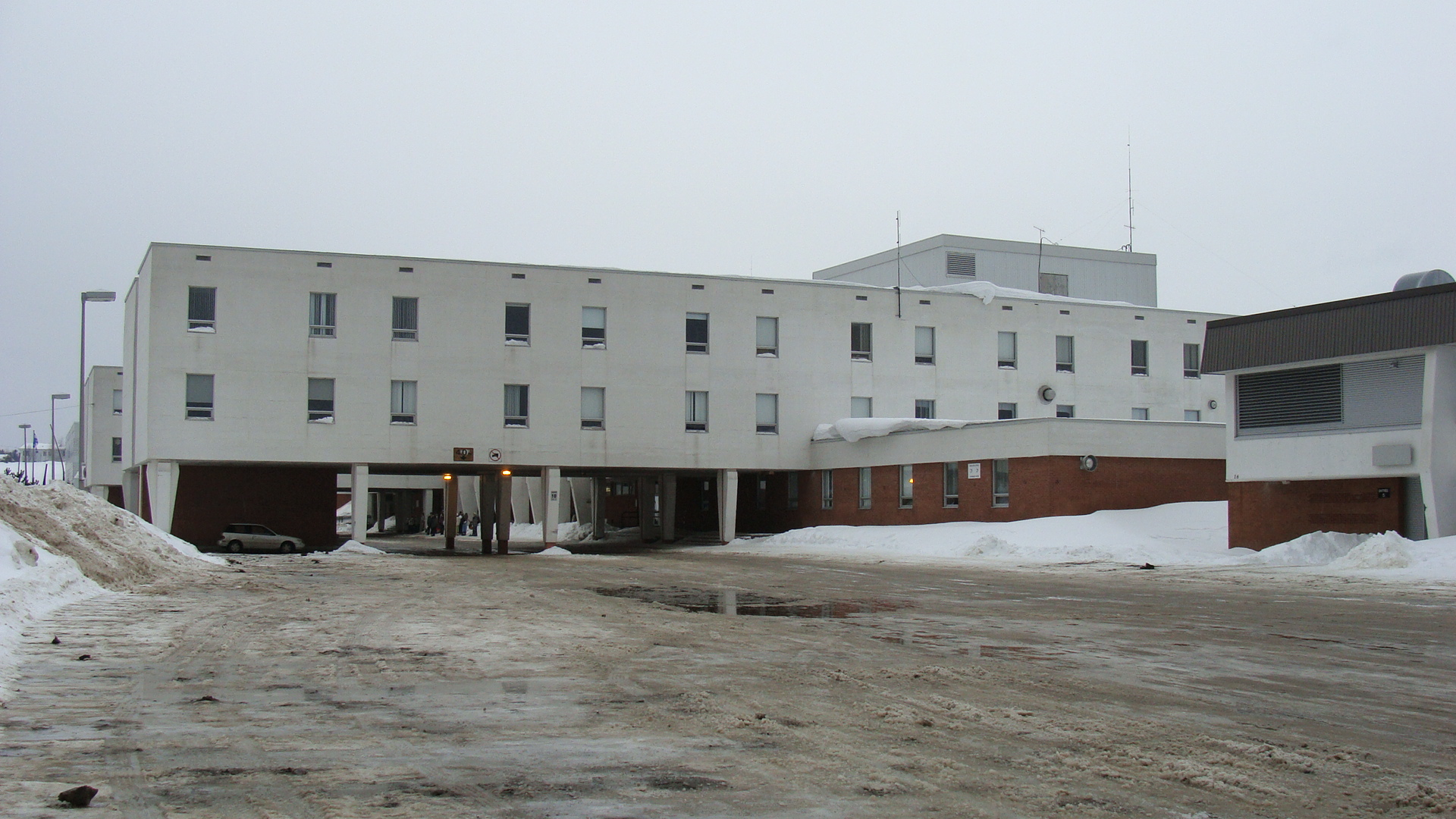
Polyvalente de La Baie

L'histoire de l'éducation sur le territoire baieriverain remonte à l'apparition de la première école de rang en 1841.
Dès les années 1920, ces petites écoles en campagne sont remplacées par des institutions plus importantes situées dans les villes et les villages. Selon les auteurs Luc Noppen et Lucie K. Morisset, « il en subsiste aujourd’hui quelques rares exemples, pas toujours en bon état, dans les rangs situés sur le territoire de Ville de La Baie. ».
La création des premières commissions scolaires dans la baie des Ha! Ha! remonte aux années 1860. La Commission scolaire de Bagotville fut la première en 1862, suivie par celle de Grande-Baie, en 1880, et de Port-Alfred, en 1918, ces structures administratives fusionnent en 1960 pour devenir la Commission scolaire locale de Baie-des-Ha! Ha!.
Depuis 1998, La Baie est sous la juridiction de la Commission scolaire des Rives du Saguenay. Au cours de l’année scolaire 2008-2009, on comptait 4 écoles primaires dans l’arrondissement : les écoles George-Vanier et Sainte-Thérèse à Bagotville, l’école Médéric-Gravel à Port-Alfred et Saint-Joseph à Grande-Baie. En tout, 1 085 élèves du primaire fréquentent ces écoles.L'École secondaire des Grandes-Marées, qui compte près de 1 200 élèves, est la seule école secondaire de la baie des Ha! Ha!. Agissant comme complément, le centre d’éducation adultes adultes Durocher, dans le secteur Grande-Baie, accueille 575 étudiants.
La formation professionnelle est le dernier niveau de formation accessible directement dans l’arrondissement. Le Centre de formation professionnelle de La Baie, qui compte 138 étudiants, offre des programmes de formation en métallurgie, en ébénisterie, en foresterie et en matériaux composites. Les institutions post-secondaires (collégiales et universitaires) les plus proches se trouvent à Chicoutimi.
L'arrondissement compte une bibliothèque du réseau des bibliothèques publiques de Saguenay. Elle est située dans le même édifice que le Théâtre municipal.

### Religion

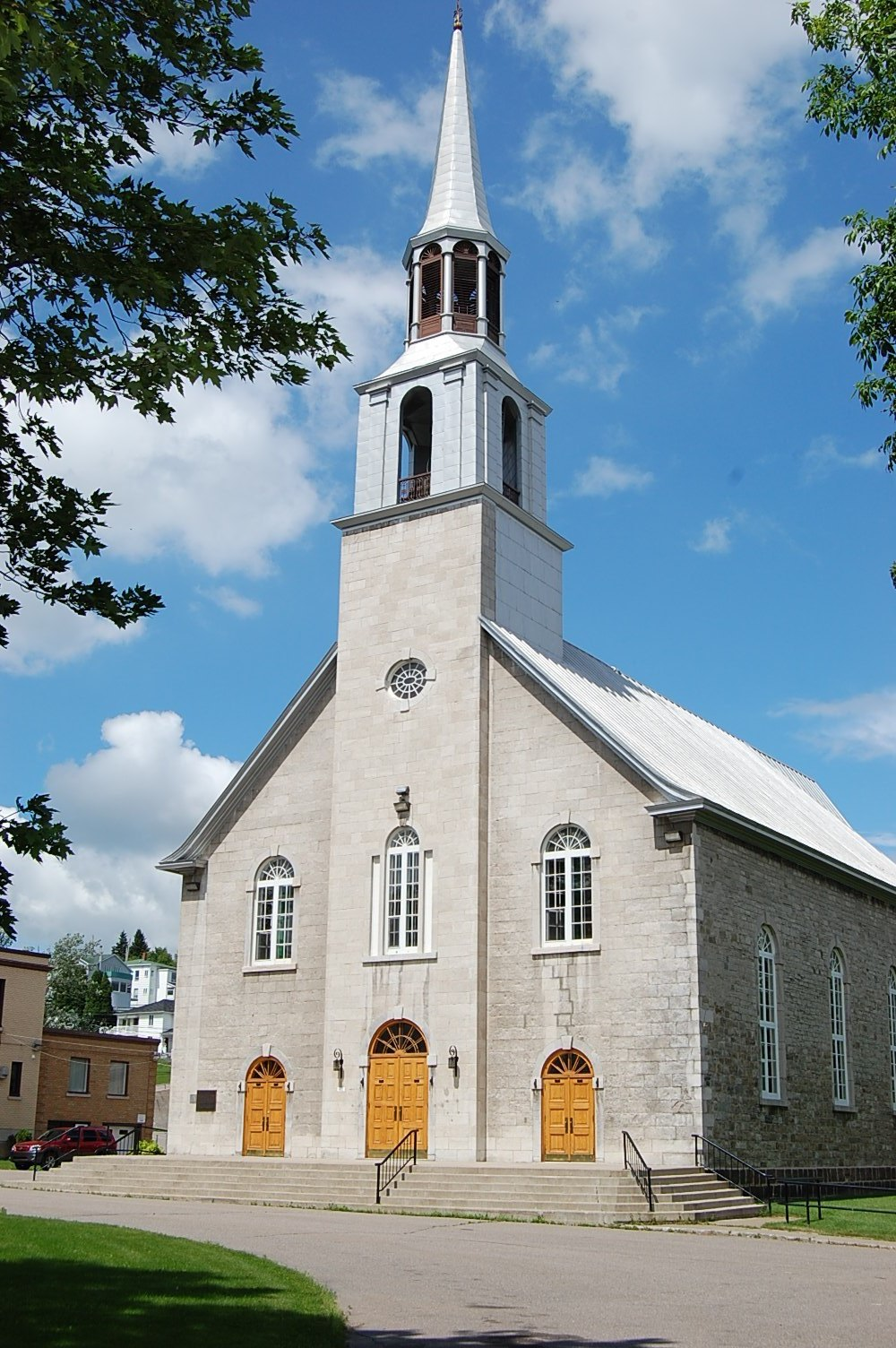
L'église Saint-Alphonse-de-Liguori à Bagotville

Selon l'Institut de la statistique du Québec, l'Église catholique comptait, en 2001, 18 865 fidèles dans l’arrondissement, soit plus de 96 % de la population qui se divise en deux paroisses : Saint-Alexis et Saint-Alphonse (incluant les églises Saint-Édouard, Saint-Marc et Notre-Dame-de-la-Baie). Les athées arrivent second avec 460 personnes (2 %), suivis par les protestants avec 240 fidèles (1,3 %) et les autres confessions de foi chrétienne avec 135 fidèles (0,6 %). Les habitants de la Baie des Ha! Ha! pratiquant d'autres religions représentent moins de 0,1 % de la population. L'arrondissement compte trois cimetières (Saint-Alphonse, Saint-Alexis et Saint-Édouard) administrés par Corporation des Cimetières Catholiques de La Baie.

#### Implantation de l'Église catholique dans la baie des Ha! Ha!

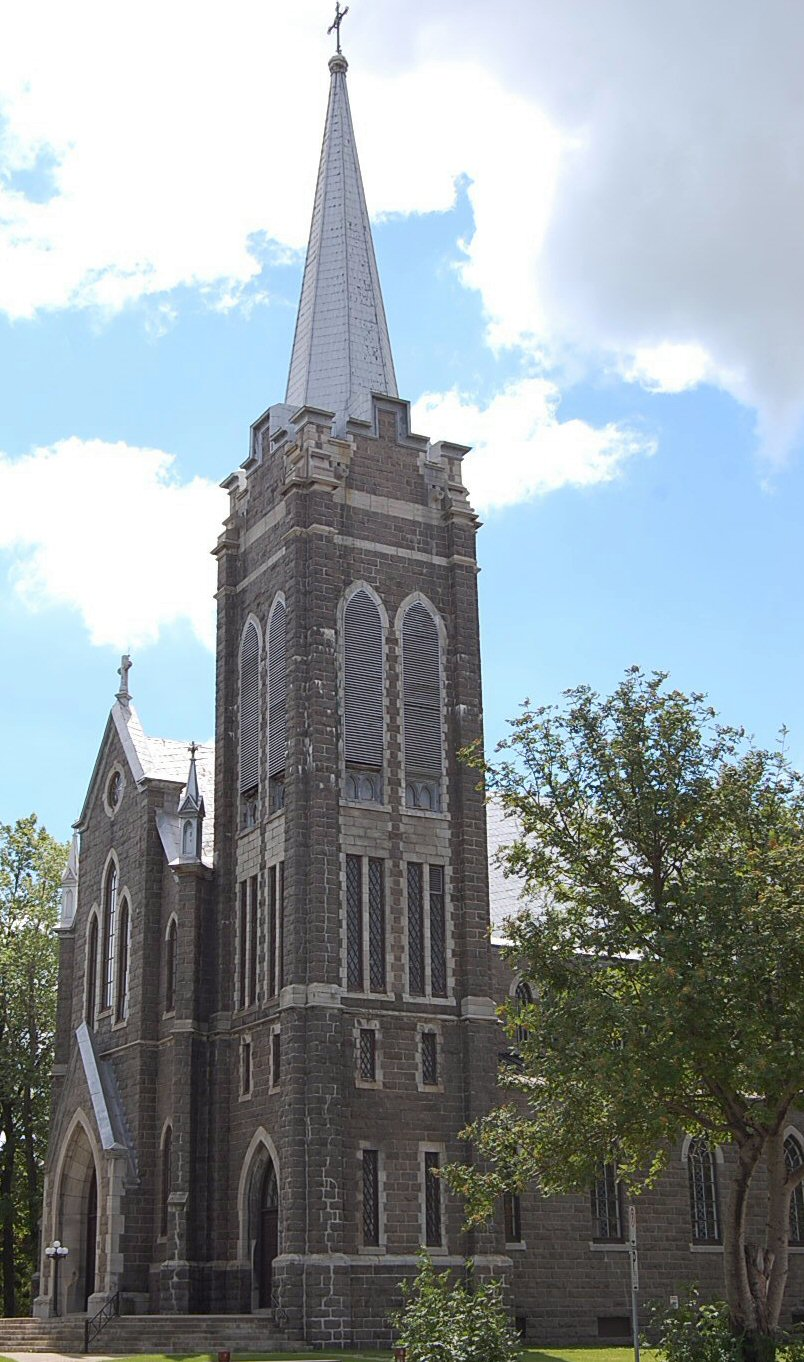
Église Saint-Édouard du secteur Port-Alfred

L'implantation permanente de l'Église catholique dans la région du Saguenay-Lac-Saint-Jean, qui s'était résumée à quelques missions au Lac Saint-Jean et au poste de traite de Chicoutimi, n’est possible qu'avec l'arrivée des premiers colons dans la baie des Ha! Ha! autour de 1840. La première chapelle est érigée à Grande-Baie en 1842 pour y accueillir le premier prêtre régulier : l'abbé Charles Pouliot. En 1844, l'arrivée des Oblats viendra encore affermir le rôle de l'Église comme catalyseur de la colonisation du Saguenay. Cet ordre religieux répare la chapelle de Grande-Baie et dessert le village chez Mars (Bagotville). Ils préconisent l'implantation d'une première église dans ce secteur de la baie des Ha! Ha!, mais ne participent qu'au développement de la fabrique de Grande-Baie. Les Oblats quittent la région en 1853.
L'abbé Léandre Gill, un missionnaire envoyé par l'Église en 1853 pour succéder aux Oblats, est investi d'une mission difficile : fusionner les lieux de cultes de la baie des Ha! Ha!. L'Église le charge de cette tâche afin de contrer l'influence que pourrait avoir les employés protestants venu travailler pour les scieries de William Price. Il décide finalement de s'installer à Saint-Alphonse (Bagotville) tout en desservant, deux fois par mois, Saint-Alexis (Grande-Baie). La paroisse Saint-Alphonse-de-Liguori de Bagotville est érigée canoniquement en 1857. Il faudra attendre 1858 pour que les deux fabriques soient desservies par des prêtres résidents. La paroisse de Saint-Alexis de Grande-Baie est fondée en 1861.

#### De la construction des premières églises jusqu'à nos jours

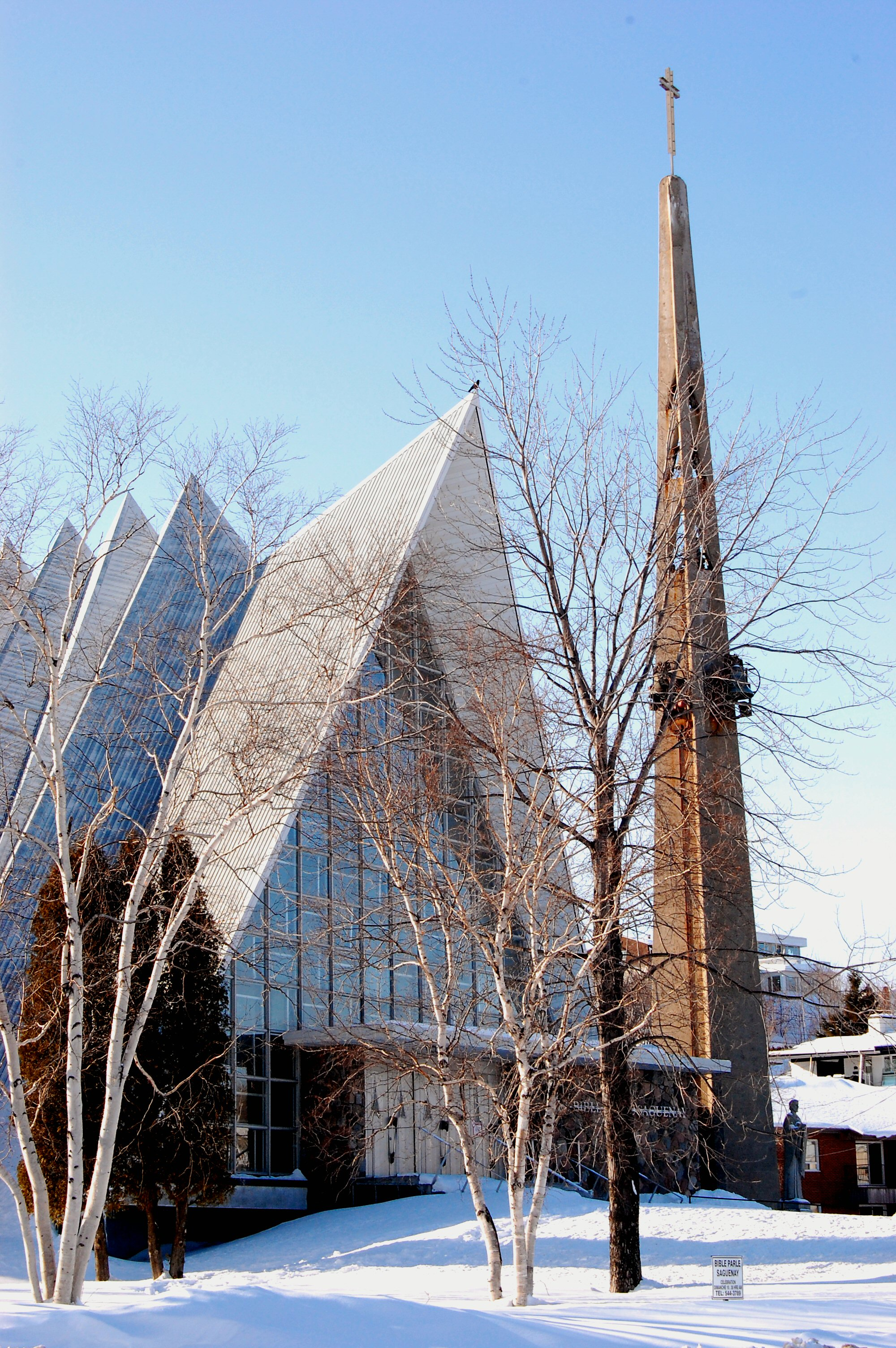
Église Saint-Marc du secteur Bagotville

La première et la plus ancienne église construite au Saguenay–Lac-Saint-Jean, est celle de Saint-Alphonse-de-Liguori. Elle est édifiée de 1860 à 1862 à Bagotville. Faite de pierre, le clocher n’est ajouté qu'en 1867 et l'intérieur est complété en 1887. La seconde église de la baie des Ha! Ha!, celle de Saint-Alexis de Grande-Baie, est terminée en 1868. En 1902, les frères maristes prennent en charge l'école Sainte-Thérèse à Bagotville qui était située, avant que l'actuel bâtiment soit construit en 1942, à l'intersection nord-ouest des rues Victoria et De la Fabrique. Les sœurs du Bon-Conseil, quant à elles, prennent en charge la nouvelle école Médéric-Gravel, construite en 1922, à la suite de l'incendie qui détruit le premier bâtiment datant de 1918. Deux écoles pour garçons sont fondées au cours de l'année 1927 : l'académie Saint-Alphonse à Bagotville et le collège Saint-Édouard> à Port-Alfred. Elles seront administrées respectivement par les Frères du Sacré-Cœur et les Frères des Écoles chrétiennes.
La troisième église ouvre ses portes en mai 1930 pour remplacer la chapelle Saint-Édouard de Port-Alfred, construite pour l'érection canonique de la nouvelle ville en 1918. L'église Saint-Édouard est bâtie dans un style architectural rappelant celui du XIIIe siècle anglais. Le quart du coût de sa construction est assuré par un groupe de financiers londoniens, les propriétaires de la Port Alfred Pulp and Paper Company. À Grande-Baie, le nouveau couvent des sœurs Sainte-Marie-de-la-Présentation, arrivées de France en 1934, ouvre ses portes en 1940.Peu après, en 1948, les frères de Sainte-Croix font ériger le collège Saint-Joseph à Grande-Baie.
Érigée canoniquement en 1953, la paroisse Saint-Marc de Bagotville bénit sa nouvelle église en 1956. L'architecte saguenéen Paul-Marie Côté est le concepteur du bâtiment qui « introduit de façon spectaculaire le modernisme dans l'architecture religieuse québécoise. ». En février 2009, l'église est classée bien culturel québécois par la ministre Christine St-Pierre. La décision est rétroactive au 25 juin 2008.
La quatrième et dernière église à être construite dans la baie est celle de la paroisse Notre-Dame-de-La-Baie à Port-Alfred en 1962. Possédant une charpente en bois, elle remporte un prix lors du Concours canadien d'esthétique de 1965.

### Santé et services sociaux

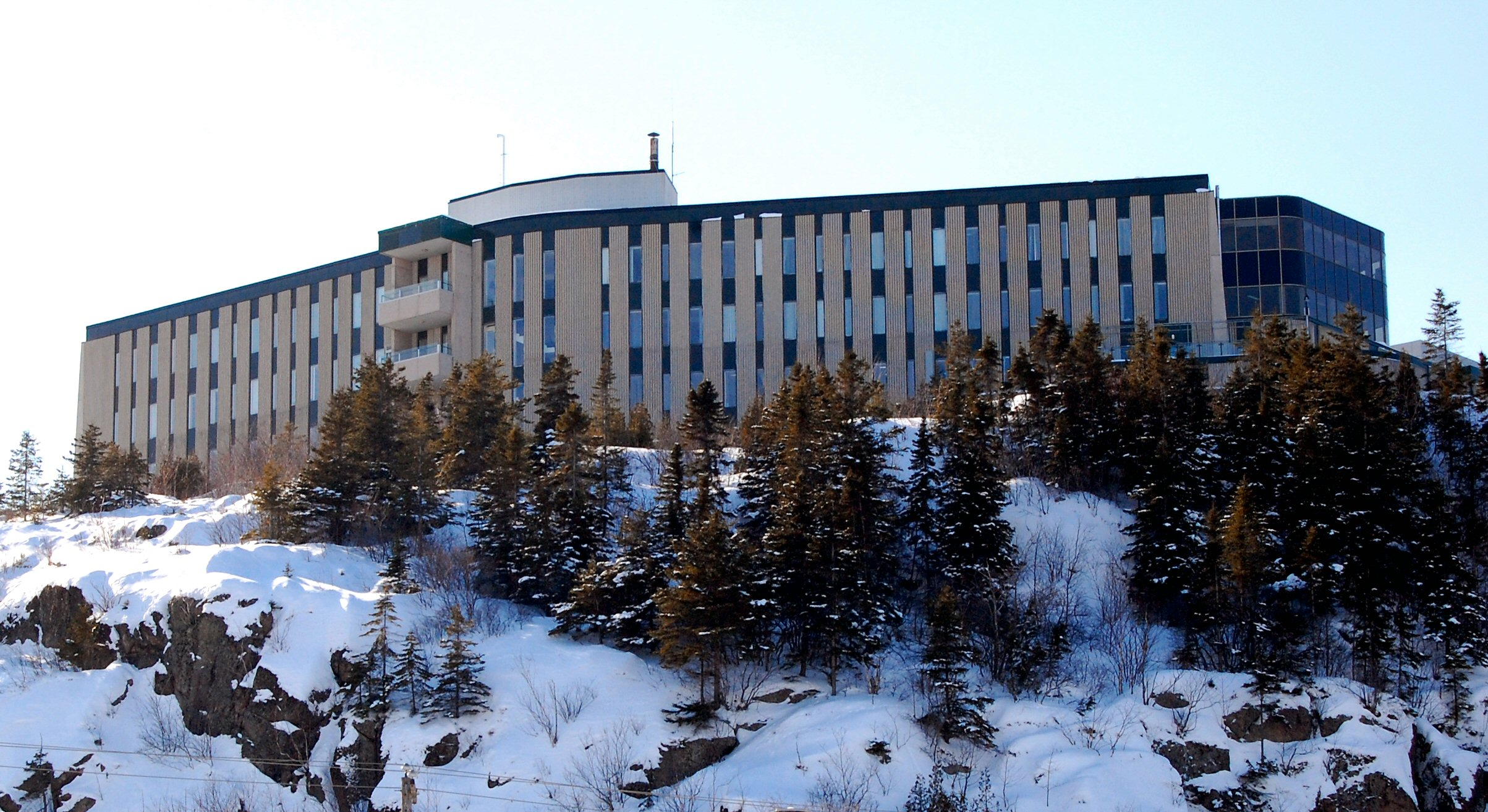
Hôpital de la Baie des Ha! Ha!

L'Hôpital de la Baie des Ha! Ha!, situé dans le secteur Bagotville, est le seul centre de santé et de services sociaux (CSSS) de l'arrondissement. Il comprend les Centres d'hébergement et de soins de longue durée (CHSLD) St-Joseph et Bagotville. En tout, on y compte 25 lits pour les soins de courte durée et 127 lits longue durée. Le Centre local de services communautaires (CLSC) du Fjord est également situé à Bagotville et est connu sous le nom de Centre Cléophas-Claveau.
La Baie compte également trois cliniques médicales, quatre cliniques dentaires et un centre de traitement des maladies mentales : Le centre de rencontre le Phare. Le Havre du Fjord accueille les toxicomanes et les alcooliques tandis que La Maison de l'espoir du Saguenay-Lac-Saint-Jean prend en charge des jeunes éprouvant des difficultés familiales ou en décrochage scolaire.

### Art, culture et spectacles

#### Musées

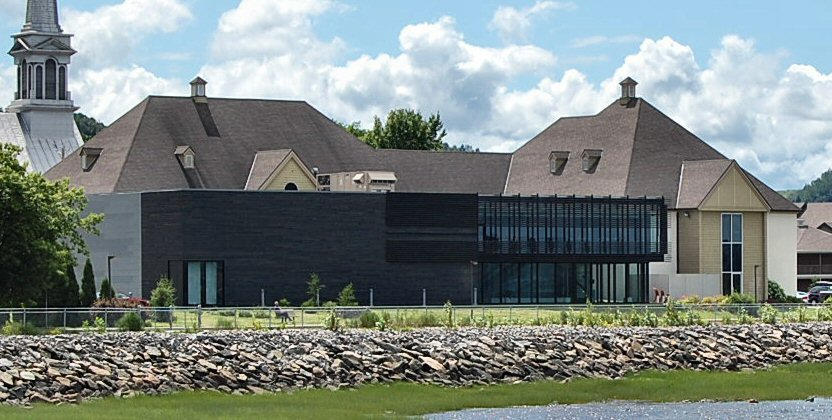
Le Musée du Fjord

L’arrondissement de La Baie compte deux musées;
Situé dans le secteur Grande-Baie, le musée du Fjord se consacre au patrimoine historique, naturel et artistique de la baie des Ha! Ha! et du Fjord du Saguenay. Baptisé Musée Monseigneur-Dufour à sa fondation en 1967, il poursuit sa vocation actuelle dès 1983. En 1996, le déluge du Saguenay cause des dommages considérables à l’établissement. À la suite de rénovations et d'un agrandissement, on procède à sa réouverture en 2004.
Le Musée de la Défense aérienne
Situé dans le secteur Bagotville, le Musée de la Défense aérienne de la base militaire de Bagotville est le seul musée consacré à l’aviation militaire au Québec. Inauguré le 18 juin 1997, il prend place dans une ancienne chapelle protestante entourée d'un parc commémoratif où l’on peut observer un F-86 Sabre, un CF-100 Canuck, CT-133 Silver Star, CF-5 Freedom Fighter, CF-101 Voodoo, un Piasecki H-21 et un Mig-23ML.

#### Œuvres d'art public

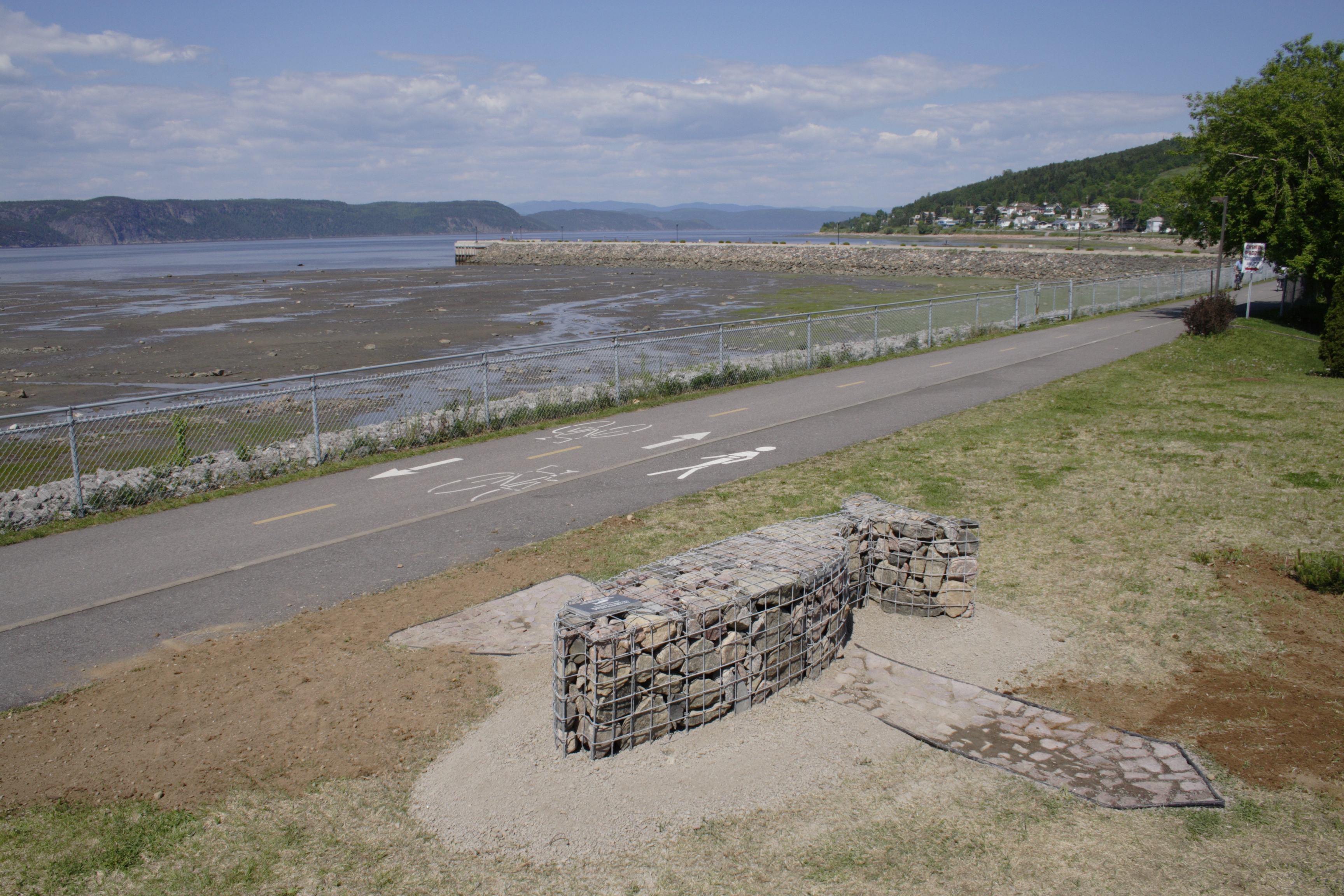
Tacon Site de la Vallée Glaciaire

Le Tacon Site de la Vallée Glaciaire fait partie des monuments et œuvres d’art public se trouvant dans le circuit Grande-Baie, lieu de fondation de La Baie. À proximité du Musée du Fjord, ce Tacon Site a comme thématique le paysage exceptionnel que nous offre le Fjord du Saguenay, un phénomène naturel qui ouvre une voie sur le monde. Installé en 2007, il est le treizième de la Grande Marche des Tacons Sites, un œuvre environnementale et sociale imaginée par le collectif d’artistes Interaction Qui.

#### Spectacles
L'arrondissement possède une salle de spectacles d’une capacité de 2 300 spectateurs : le théâtre du Palais municipal. C'est le plus grand amphithéâtre de l’arrondissement et l’un des plus importants lieux de rassemblement de Saguenay.
Chaque été depuis 1988, on y présente une fresque historique à grand déploiement, La Fabuleuse Histoire d'un royaume. Des spectacles de musique et d’humour y sont également présentés toute l’année.

## Sport, loisir et parcs

### Pêche

#### Pêche blanche dans la baie des Ha! Ha!

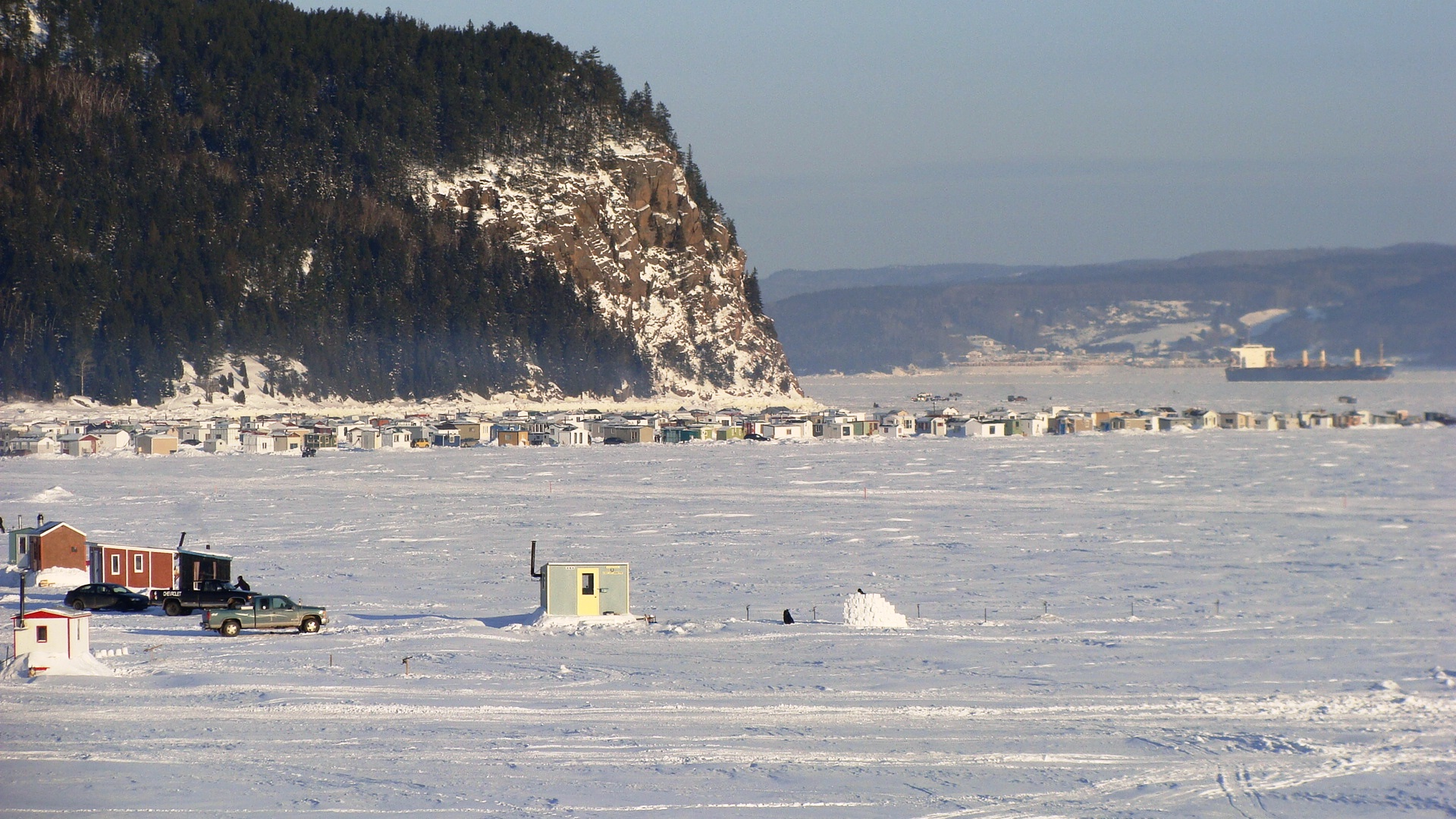
Village sur glace de l'Anse-à-Benjamin.

Chaque hiver, la baie des Ha! Ha! est recouverte d’une couche de glace, assez épaisse pour y accueillir des cabanes et des véhicules, afin d'y pratiquer la pêche blanche. Au plus fort de la saison, on compte près d'un millier de cabanes qui s’agglomèrent dans trois secteurs principaux ; Grande-Baie, Les Battures et L’Anse-à-Benjamin. On y pêche le sébaste, l'éperlan arc-en-ciel, l'ogac, la morue franche et le flétan du Groenland.

#### Pêche au saumon à la mouche dans la Rivière-à-Mars

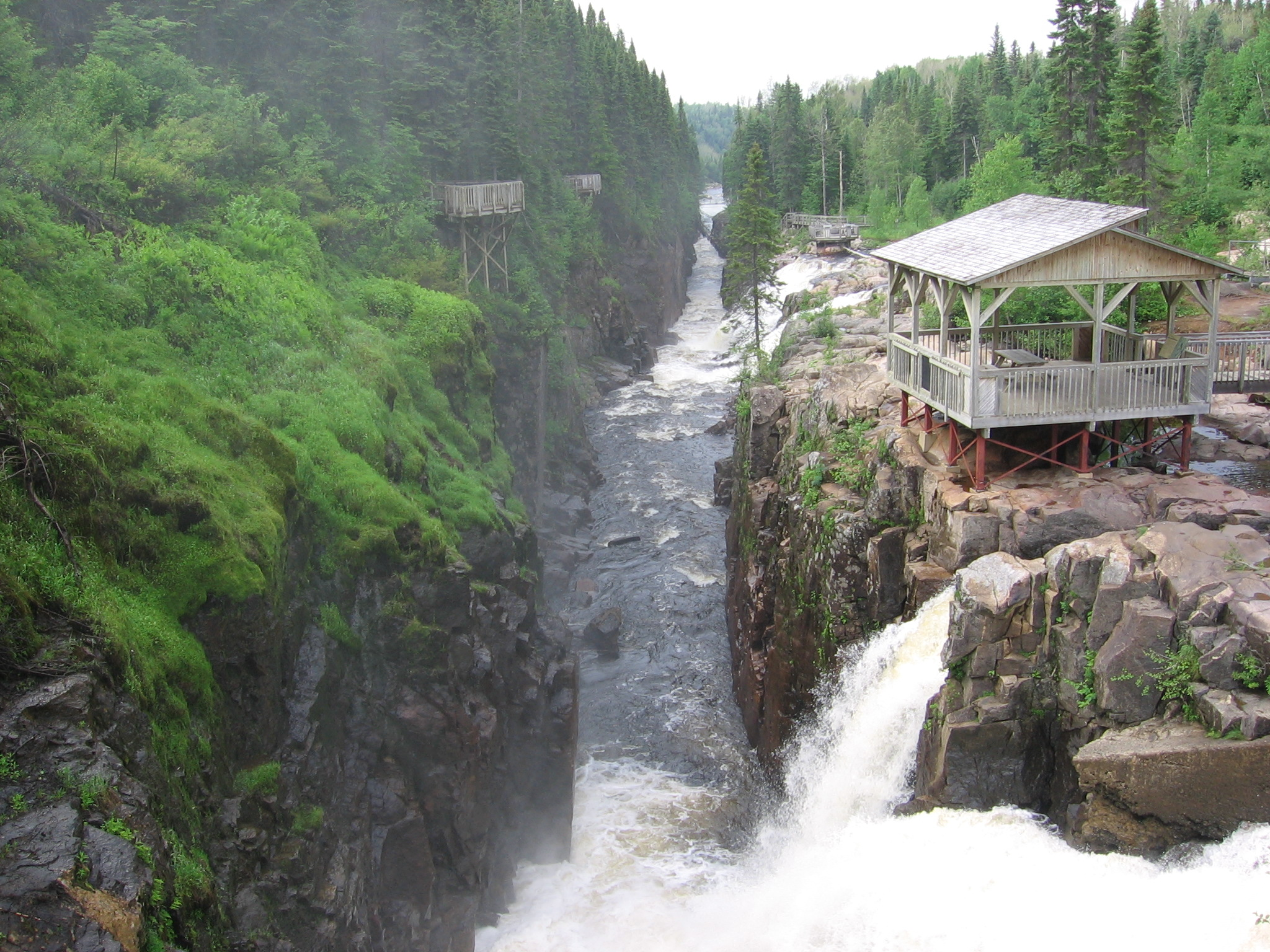
Canyon de la rivière à Mars au Centre plein-air Bec-Scie

La Rivière-à-Mars, située entre Bagotville et Port-Alfred et qui court de son embouchure, dans la Baie des Ha! Ha!, aux confins du Parc des Laurentides, possède le statut fédéral de rivière à saumon. Aménagée jusqu’au Centre plein-air Bec-Scie, on y compte 92 fosses et une vingtaine de frayères potentielles.
La gestion de la rivière, jusqu’au parc des Laurentides, est assurée par l'Association des pêcheurs sportifs de la rivière à Mars inc (APSRM). Organisme fondé en 1983, qui assure la protection, la restauration ainsi que la promotion de la ressource salmonicole de la rivière-à-Mars.
De 1894 jusqu’en 1935, la compagnie Price Brothers y exploite un club privé. La construction du barrage des Murailles en 1930 puis le flottage du bois jusqu’en 1953, empêche la prolifération du saumon. En 1976, on commence à réensemencer la rivière. Fermée à la pêche sportive en 1985, elle peut à nouveau être ouverte en 1992. Une passe migratoire est réaménagée à la suite du déluge de 1996 qui détruisit celle construite en 1986.
En plus du saumon, on y retrouve sept autres espèces de poissons : l'omble de fontaine, le naseux des rapides, le meunier rouge, le meunier noir, l'anguille d'Amérique, l'épinoche à trois épines et le mulet perlé.

### Hockey
L'Aréna Jean-Claude-Tremblay accueille les hockeyeurs de toute la région à l'occasion du tournoi Pee-Wee de La Baie. L'édifice a été nommé ainsi en l'honneur de Jean-Claude Tremblay, un ancien défenseur des Canadiens de Montréal et des Nordiques de Québec, natif de Bagotville.

### Parcs

#### Parc de la rivière Ha! Ha!
Situé à l’embouchure de la rivière Ha! Ha!, le parc de la Rivière Ha! Ha! se trouve dans le secteur Grande-Baie. Créé en 1999, à la suite du déluge du Saguenay de 1996, le parc est surtout reconnu pour la Pyramide des Ha! Ha!, œuvre de l’artiste Jean-Jules Soucy, qui en est la principale attraction. Sur la rive est se trouve la Place des Ha! Ha!, située dans l'ancien lit de la rivière. Ce parc municipal est un lieu de rassemblement où ont lieu de nombreux événements culturels.

#### Parc Mars
De son extrémité à l’embouchure de la Rivière-à-Mars, le parc longe la rue Mars, dans le secteur Bagotville. Il est une promenade de six kilomètres le long de la baie des Ha! Ha!, aménagée pour les cyclistes et les piétons, offrant une vue panoramique sur la baie.

#### Sentier Eucher
Le sentier Eucher (ou Eusher) est un chemin pédestre longeant l’anse à Philippe et les principaux caps qui surplombent la rive nord la baie des Ha! Ha! sur toute sa longueur avec un dénivelé de 100 mètres.

### Personnalités bairiveraines
Alexis Simard (1788-1875), cultivateur, pionnier, membre de la Société des Vingt-et-Un
John Kane (1808-1875), notaire, agent des terrespremier maire du Canton Bagot, premier président de la commission scolaire et président-fondateur de la première société d'agriculture au Saguenay-Lac-Saint-Jean
Ignace Gravel (1794-1877), cultivateur, juge de paix, propriétaire foncier
J.Aimé Gravel (1830-1905), marchand, maire de Bagotville
Frédéric Fortin, marchand, maire de Grande-Baie (1868-1870)
Onésime Côté (1840-1911), marchand, maire de Bagotville, cofondateur Côté & Boivin
Elzéar Boivin (1856-1929), arpenteur, marchand, cofondateur Côté & Boivin, shériff
Agésilas Lepage, marchand et entrepreneur
- Louis de Gonzague Belley (1863-1930), homme politique
- Dean Bergeron (1969-), athlète paralympique
- Marjolaine Bouchard (1958-), écrivaine
- Hervé Gagnon (1963-), écrivain
- Paul-Edmond Gagnon (1909-1981), homme politique
- Jeannot Gilbert (1940-), joueur de hockey
- André Girard (1953-), écrivain
- Guy Harvey (1941-), musicien
- Victor Dallaire (1942-2020), Sculpteur sur bois
- Dominique Lévesque (1952-2016), humoriste
- Pierre Michaud (1936-), juge
- Gérard-Raymond Morin (1940-), homme politique
- Damase Potvin (1876-1964), écrivain et journaliste
- Réjean Simard (1943-), homme politique
- Jean-Jules Soucy (1951-2022), artiste
- Alfred Tremblay (Derfla) (1856-1921), journaliste, professeur et poète
- Jean-Claude Tremblay (1939-1994), joueur de hockey
- Valérie Maltais (1990-), Athlète Olympique
- Pierre Lavoie (1963-), trois fois Iron Man
- Paul Gagnon-Davis (1932-1995), auteur-compositeur-interprète, auteur de la chanson "Mon village"
- Orloge Simard (2012-), groupe musical, auteurs de la chanson " Le Baieriverain "

## Sources et bibliographie
- (fr) Damase Potvin, La baie des HaHas : histoire, description, légendes et anecdotes, Chambre de Commerce de la baie des HaHas, 1957.
- (fr) Russel Bouchard, Ville de La Baie : berceau historique du Saguenay-Lac-St-Jean, Société historique du Saguenay, 1996 (ISBN 2-921101-13-0).
- (fr) Russel Bouchard et Jean Martin, Ville de La Baie : une fenêtre sur le monde depuis 150 ans, Société historique du Saguenay, 1988 (ISBN 2-9800373-6-2).

- (fr) Luc Noppen et Lucie K. Morisset, Ville de La Baie : un héritage entre nature et culture, Compélec, 1998 (ISBN 2-9806048-0-1).

- (fr) Michel Savard, Étude toxicologique sur la consommation de poisson de pêche blanche sur le fjord du Saguenay, 2004, 88 p. (lire en ligne).